# Lijst van rampen in Nederland
Dit is een chronologische lijst van rampen op Nederlands grondgebied. Rampen buiten Nederland met Nederlandse dodelijke slachtoffers worden apart behandeld. De rampen betreffen hier alle rampen die plaatsvonden op huidig Nederlands grondgebied, dus ook rampen die plaatsvonden voor het ontstaan van het Koninkrijk der Nederlanden maar wel op huidig Nederlands grondgebied. In deze lijst zijn alleen gebeurtenissen opgenomen waarbij vijf of meer doden en/of een groot aantal gewonden zijn gevallen, waarbij er geen verwantschap tussen de doden bestond, en gebeurtenissen waarbij er sprake is van een zeer groot effectgebied (minimaal de grootte van een gemeente). Rampzalige gebeurtenissen die door menselijk handelen veroorzaakt of in stand gehouden worden, zijn alleen opgenomen als de ramp een onvoorzien en onbedoeld gevolg van dat handelen is. Daarom zijn bijvoorbeeld de Hongerwinter en de schietpartij in Alphen aan den Rijn niet opgenomen, maar de cafébrand in Volendam wel.

## Definitie volgens de Nederlandse wet
De Nederlandse Wet veiligheidsregio's en Veiligheidswet BES stellen dat een ramp een zwaar ongeval of een andere gebeurtenis is die aan de volgende voorwaarden voldoet:
- Het leven en de gezondheid van veel personen, het milieu of grote materiële belangen zijn in ernstige mate geschaad of worden bedreigd.
- Er is een gecoördineerde inzet van diensten of organisaties van verschillende disciplines vereist om de dreiging weg te nemen of de schadelijke gevolgen te beperken.

In deze lijst zijn alleen gebeurtenissen opgenomen waarbij vijf of meer doden zijn gevallen waarbij geen verwantschap tussen de doden bestond en gebeurtenissen waarbij er sprake is van een zeer groot effectgebied (minimaal de grootte van een gemeente). De coördinatie tussen de hulpdiensten moet duidelijk grootschaliger zijn dan bij een regulier incident.
Door de overheidsinstanties die betrokken zijn bij de rampenbestrijding wordt bij een ramp het opschalingsniveau GRIP 3 of GRIP 4 afgekondigd. Dit wil echter niet zeggen dat bij iedere afkondiging van GRIP 3 of 4 er sprake is van een ramp.

## voor 1200
- 838
  - 26 december - Tijdens de Stormvloed van 838 loopt een groot deel van Noordwest-Nederland onder water. Een groot aantal plaatsen verdwijnt in de golven.
- 1014
  - 28 september - De Watersnood van 1014 resulteerde in wat zeer waarschijnlijk de eerste doorbraak van de vrijwel gesloten kustlijn van de Lage Landen is geweest. De kroniek van de abdij van Quedlinburg maakt melding van duizenden doden.
- 1134
  - 4 oktober - De Stormvloed van 1134 treft Zuidwest-Nederland en de Belgische kust. Het Zwin ontstaat en de duinen bij Monster en Naaldwijk worden weggeslagen.
- 1163
  - 21 december - De Sint-Thomasvloed zet grote delen van Holland onder water.
- 1164
  - 16/17 februari - De Sint-Julianavloed treft vooral Friesland en Groningen en eist duizenden slachtoffers. Het eiland Marken ontstaat.
- 1170
  - 1 november - Tijdens de Eerste Allerheiligenvloed breekt de zee door de duinenrij tussen Texel en Huisduinen. Het Marsdiep ontstaat.
- 1196
  - december - Sint-Nicolaasvloed. Grote delen van Noord-Nederland en het Zuiderzeegebied overstroomd. Het Almere of Zuiderzee komt onder invloed te staan van getijstroom.

## 13e eeuw
- 1219

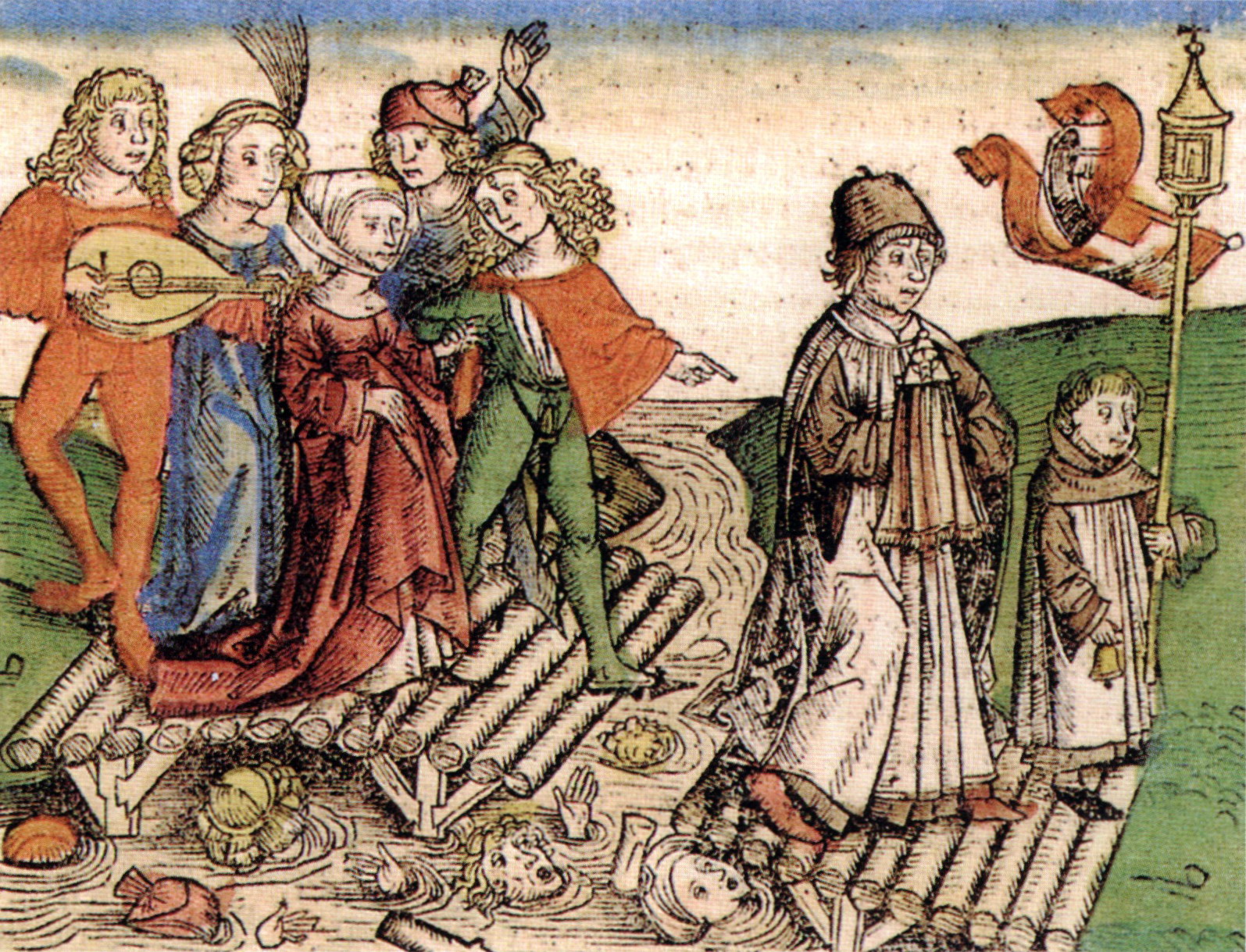
De instorting van de Maasbrug in Maastricht in 1275, zoals afgebeeld in de Weltchronik van Hartmann Schedel (1493)

  - 16 januari - Tijdens de Eerste Sint Marcellusvloed worden grote delen van Noord-Nederland en het Zuiderzeegebied overstroomd. Er verdrinken ca. 36.000 mensen.
- 1253
  - 29 april - Grote stadsbrand van Utrecht. Deze woedt 9 dagen en veroorzaakt enorme schade. De toenmalige domkerk wordt grotendeels verwoest.
- 1275
  - 12 juli - De Romeinse brug van Maastricht stort in tijdens een processie, met mogelijk 200 tot 400 doden als gevolg.[1]
- 1287
  - 14 december - Sint-Luciavloed, Mogelijk 50.000 à 80.000 doden in het Waddengebied. West-Friesland en Friesland worden van elkaar gescheiden en zo ontstaat de Zuiderzee. 'God doe sende ene vloet also groot, daer vele volx in bleef doot.'

## 14e eeuw
- 1327
  - Een schip afkomstig uit Brouwershaven zinkt na een aanvaring. Meer dan 20 opvarenden verdrinken.[2]
- 1334
  - 23 juli - Stadsbrand te Deventer. Twee derde van alle woningen verwoest, 6 doden.
  - 23 november - Tijdens de Sint-Clemensvloed stroomt Walcheren onder water. Het eiland Wulpen kreeg bij deze stormvloed de eerste klap. Bronnen maken melding van duizenden slachtoffers.
- 1350
  - 24 augustus - 143 mensen komen door brand om het leven in de toren van de Sint-Walburgskerk te Tiel. Ze zijn daarin gevlucht wanneer de stad wordt ingenomen door Reinoud III van Gelre.
- 1362
  - 16 januari - Tweede Sint Marcellusvloed. Ook wel Eerste Grote Mandrenke. Langs de gehele kust braken dijken door en grote delen van Nederland liepen onder water. Het precieze aantal slachtoffers is onduidelijk. Schattingen lopen uiteen van 25.000 tot 40.000.
- 1374
  - 9 oktober - De Stormvloed van 1374 was een stormvloed die vooral Walcheren, Borssele, Voorne, Westvoorne en Goeree trof. Verder richt de stormvloed ook schade aan in de Zwijndrechtse Waard, de Riederwaard, en de Groote of Hollandsche Waard.
- 1397
  - 17 mei - De Stadsbrand van Bergen op Zoom verwoest de stad door een brand "die bijna gansch Bergen in een puinhoop deed verkeeren".

## 15e eeuw
- 1404
  - 19 november - Door de Eerste Sint Elisabethsvloed gaan de Zeeuws-Vlaamse dorpen Hughevliet, Oud-IJzendijke en Oostmanskapelle verloren.
- 1419
  - 30 april - Eerste grote stadsbrand van 's-Hertogenbosch. 112 doden.
- 1421
  - 19 november - Tweede Sint-Elisabethsvloed, vermoedelijk ca. 2.000 doden door dijkdoorbraken in Zeeland en Holland.
- 1424
  - 19 november - De Derde Sint-Elisabethsvloed had vooral effect op de wilskracht van veel mensen. Door deze vloed werden namelijk veel herstelwerkzaamheden van de vorige vloed ongedaan gemaakt.
- 1438
  - 25 augustus - Bij de stadsbrand van Gouda gaat bijna de gehele stad in vlammen op. Slechts 4 of 5 woningen blijven gespaard.
- 1452
  - 25 mei - Bij de stadsbrand van Amsterdam gaat ongeveer twee derde van de stad in vlammen op. Deze brand is nog groter dan stadsbrand die de stad teisterde op 13 april 1421.
- 1457
  - 28 juni - Grote stadsbrand in Dordrecht. Meer dan 600 huizen en gebouwen (waaronder de Grote Kerk) worden verwoest. Er valt een onbekend aantal doden.
- 1463
  - 13 juni - Tweede grote stadsbrand van 's-Hertogenbosch. Ruim 4.000 huizen gaan in vlammen op.
- 1468
  - 21 oktober - De Ursulavloed veroorzaakt een grote hoeveelheid schade, vooral rond Rotterdam. De Walburgiskerk te Zutphen stort in.
- 1477
  - 27 september - Het dorp Arnemuiden wordt verwoest door de Eerste Cosmas- en Damianusvloed. Geheel Walcheren loopt onder water.
- 1484
  - Vergaan van een groot deel van de handelsvloot van Zierikzee, tijdens een zware storm. Het verlies was zo groot dat meer dan vijfhonderd vrouwen binnen deze stad daardoor tot weduwen gemaakt werden.[3]
- 1486
  - 19 maart - Stadsbrand van Eindhoven. De gehele toen nog kleine stad Eindhoven in de as gelegd. Alleen een zestal huisjes buiten het centrum bleef gespaard.
- 1499
  - 10 juli - Stadsbrand van Monnickendam. 400 van de 500 huizen in de stad brandden af.

## 16e eeuw
- 1503
  - 31 juli - Grote stadsbrand te Harderwijk. Een groot deel van de stad brandt af. Volgens ooggetuigen komen enige honderden mensen om het leven.
- 1509
  - 26 september - Het stadje Veere wordt zwaar getroffen door de Tweede Cosmas- en Damianusvloed. Oud-Stavenisse verdwijnt in de golven. Pas in 1599 wordt dit gebied opnieuw ingepolderd. Het land tussen het IJ en de Oude Rijn overstroomde. Het Spieringmeer en het Haarlemmermeer groeien aaneen tot de Grote Haarlemmermeer.
- 1512
  - februari - Een processie ter ere van de inwijding van de Dorpskerk van Charlois zakt door het ijs van de Maas. Een groot deel van de processiegangers verdrinkt. Schattingen van het aantal slachtoffers lopen uiteen van 1.000 tot 4.000.[4][5] De plek waar deze ramp zich voltrok werd voortaan Papengat of Monnikenput genoemd.
- 1514
  - 30 september - De Sint-Jeronimusvloed veroorzaakt dijkdoorbraken bij Giessen, Giessendam, Spaarndam, Diemen en Hoorn.
- 1519
  - Vergaan van 16 schepen van de handelsvloot van Zierikzee. Zeker 400 opvarenden verdrinken.[3]
- 1523
  - 5 januari - Nabij Schalkwijk ontstaat een dijkdoorbraak in de Lekdijk. Grote delen van Utrecht komen onder water te staan. Er verdrinken 7 personen.
- 1530
  - 5 november - Sint-Felixvloed in het stroomgebied van de Westerschelde. Deze Quade Saterdach is wellicht de ernstigste overstroming uit de Nederlandse geschiedenis. Schattingen lopen op tot 100.000 doden. Daar waar nu het Verdronken land van Zuid-Beveland is, verdwijnen 18 dorpen in de golven. In de stad Reimerswaal verdrinken 404 parochies.[6]
- 1532
  - 2 november - De Allerheiligenvloed van 1532 verwoest alle herstelwerken van de Sint-Felixvloed. De schade is bijna nog erger. Reimerswaal wordt definitief opgegeven. Ook Sint-Philipsland wordt geheel verwoest.
- 1534
  - 23 juli - Een grote stadsbrand treft de gehele stad Breda. Alleen het Huis van Brecht, de Kerk en delen van het Kasteel blijven gespaard. De Grote Markt krijgt zijn huidige vorm.
- 1536
  - 3 mei - Bij de stadsbrand van Delft wordt ongeveer driekwart van de stad in de as gelegd. De brand, die ongeveer 3 dagen duurt, ontstond vermoedelijk door blikseminslag.
- 1552
  - 13 januari - Het eiland van Bath verdwijnt in de golven tijdens de Sint-Pontiaansvloed. Pas in 1773 wordt het opnieuw ingepolderd en komt het aan Zuid-Beveland vast te zitten.[7]
- 1555
  - april - Bij een grote stadsbrand in Medemblik wordt de gehele stad in de as gelegd. Veel mensen komen om, wanneer door de brand een kruitschip in de haven van de stad ontploft. De brand duurt vijf dagen.
- 1558
  - 11 januari - Een zware storm trekt over het huidige Nederland en richt veel schade aan. In 's-Hertogenbosch komen twee molenaars om het leven, wanneer hun molens van de stadsmuur waaien. Ook in Oss komt een molenaar om het leven. In Hengelo stort de spits van een kerktoren in, waarbij drie vrouwen omkomen.[8]
- 1563
  - 10 juli - Stadsbrand van Rotterdam. Gehele oosten van Rotterdam afgebrand.
- 1565
  - Van de vissersvloot van Brielle vergaan 5 schepen. Hierbij komen ten minste 50 inwoners van deze stad om het leven.
- 1570
  - 1 november - De Allerheiligenvloed teistert Zeeland en het noorden van Nederland. Alleen al in Friesland verdrinken 3.273 mensen.[bron?] Het totaal aantal doden bedraagt volgens een grove schatting circa 10.000.[bron?]
- 1573
  - 21 augustus - Zware storm. Dijken breken door in Friesland en op het Kampereiland. Vier oorlogsschepen op de Zuiderzee vergaan, met verlies van circa 300 levens.
- 1574
  - 3 oktober - Tijdens het Beleg van Leiden zijn begin september de binnendijken van Holland doorgestoken door de Watergeuzen. Tijdens de nacht van 2 op 3 oktober steekt een zware storm op die het water naar Leiden stuwt. Volgens sommige (onbetrouwbare?) bronnen verdrinken die nacht wel 20.000 Spaanse soldaten.
- 1579
  - 1 juli - Schermersoproer te 's-Hertogenbosch, 42 doden en 120 gewonden.
- 1593
  - 24 december - Vele schepen op de rede van Texel vergaan tijdens een zware storm, ca. 1.050 doden. Graanhandelaar Roemer Visscher was een van de reders die veel schade leed. Zijn jongste dochter die net na de ramp werd geboren noemde hij daarom Maria Tesselschade.
- 1597
  - 13 oktober - Stadsbrand van Bredevoort. De brand legde vrijwel de gehele stad in de as; slechts twintig huizen bleven gespaard.

## 17e eeuw
- 1601
  - 6 november - Bij de stranding van een Duinkerker kaper tijdens storm bij Texel verdrinken 35 van de 83 mannen.
- 1607
  - 30 januari - Vijf schepen vergaan na storm nabij Texel, ca. 170 doden.
- 1610
  - 23 januari - Na een dagenlange noordwesterstorm ontstaan grootschalige overstromingen in delen van Holland en Friesland.
- 1623
  - 18 juni - Vissersschip kapseist in het Haarlemmermeer, 11 doden.
- 1627
  - 27 december - Instorten kerktoren te Geldrop door storm tijdens de vroegmis, 82 doden en ca. 200 gewonden.[bron?] Oudere bronnen spreken van 300 doden.[9]
- 1633
  - 1 november - Zware storm zorgt voor dijkdoorbraken in Zeeland. 360 mensen verdrinken.[10]
- 1643
  - 15 januari - Overstroming van de Maas. Het dorp Obbicht werd na een dijkdoorbraak geheel weggespoeld, waarbij mogelijk meer dan 500 doden vielen.
- 1646
  - 12 juli - Bij de Kruittorenramp in Bredevoort slaat de bliksem in de kruittoren van het gelijknamige kasteel Bredevoort waarbij 49 mensen omkomen. Het kasteel, het ambtshuis en meerdere woningen worden onherstelbaar verwoest.[11]

- 1651

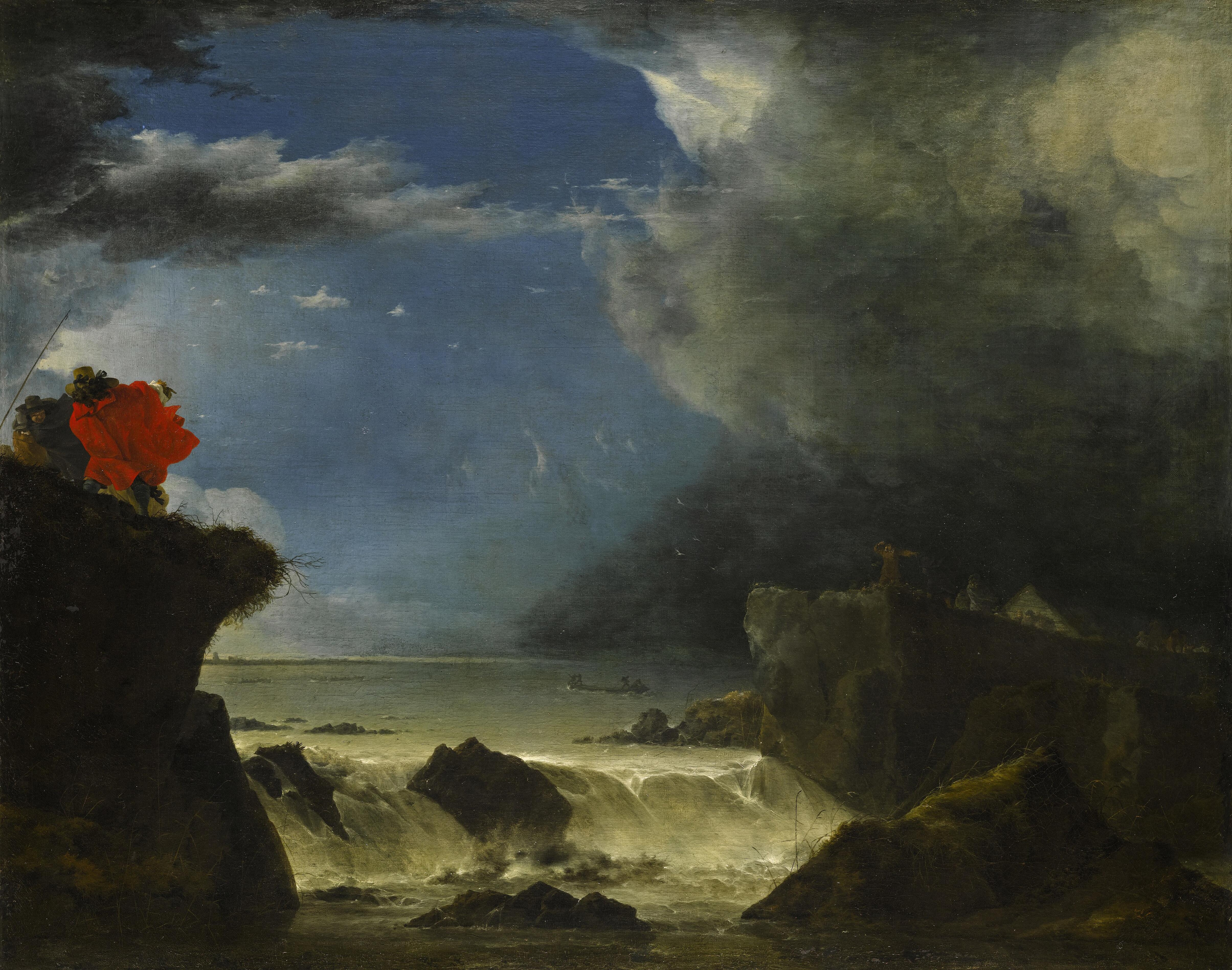
De doorbraak van de Sint Anthonisdijk in Amsterdam (schilderij van Jan Asselijn)

  - 5 maart - Dijkdoorbraak bij Amsterdam tijdens een stormnacht. Aan de oostkant van de stad braken de Sint Antoniesdijk, Zeeburgerdijk en Diemerzeedijk. Hierdoor overstroomde de Watergraafsmeer-polder en kwam een groot deel van Amsterdam onder water te staan, 5 doden.[12]
- 1653
  - 10 november - Een vierdaagse storm woedt op de Hollandse kust (7-10 november). De vloot van Witte de With heeft hier zeer zwaar onder te lijden. Maar liefst 23 schepen verliezen hun grote mast, 16 hun roer, 15 schepen zinken of lopen op het strand. In totaal verdrinken bijna 1.400 man.[13]
- 1654
  - 6 januari - Grote brand van De Rijp. Naast ca. 700 woningen gaan ongeveer 150 pakhuizen, 4 bruggen, 5 schuiten, 60 scheepstuigen, 4 paarden, 22 koeien en 90 schapen verloren in het vuur dat een week lang woedt.
  - 12 oktober - Delftse donderslag, ontploffing in een opslagplaats voor buskruit. Minstens 100 doden. Ongeveer 500 huizen raken onherstelbaar beschadigd.
- 1658
  - 6 december - Gevel stort in bij neerhalen na brand te Amsterdam, 7 à 8 werklieden dood.[14]
- 1659
  - 14 mei - Brug over de Prinsengracht bij de Leliesluis stort in te Amsterdam, 8 doden.
- 1666
  - 19 augustus - 20 augustus - Holmes' Bonfire: De Engelsen vallen een vloot van 150-170 voor Vlieland voor anker liggende koopvaarders en het dorp West-Terschelling aan. Beide gingen in vlammen op.
  - 22 augustus - 5 schepen vergaan nabij Petten, 29 doden.
- 1673
  - 10 oktober - De bisschop van Münster belegert Coevorden en bouwt een dam in de Vecht om het stadje onder water te zetten. Door een storm breekt de dam door en verdrinken er 1.400 Münsterse soldaten.
- 1674
  - 1 augustus - De zomerstorm van 1674 trekt een spoor van vernieling over het land en eist veel slachtoffers. Onder meer het middenschip van de Dom van Utrecht stort in.
  - 27 september - Het vrachtschip De Witte Haes strandt op Schiermonnikoog. 11 doden.[15]
  - 30 november - Een veerschip loopt aan de grond bij Harlingen. Meer dan 50 opvarenden komen om
- 1675
  - 5 november - Dijkdoorbraak bij Schardam. Er volgt een grote watersnood, waarbij veel mensen en dieren verdrinken, West-Friesland staat tot Enkhuizen toe onder water. Pas in 1676 kan het gat in de Zuiderzeedijk worden gedicht.
- 1680
  - 24 juli - Bij de Kruittorenramp van Heusden slaat de bliksem in de kruittoren van het kasteel in Heusden, dat hierbij volledig wordt verwoest. Ten minste 10 doden.
- 1682
  - 26 januari - Door de Stormvloed van 1682 overstromen in Zeeland en Zuid-Holland in totaal 161 polders. Op Goeree-Overflakkee verdrinken 22 personen, vooral in Ooltgensplaat. Te Dordrecht stort een molen met vluchtelingen in, waarbij 10 personen om het leven komen. In het stadje Veere verdrinken 30 mensen.
- 1683
  - 15 november - Tijdens een zeer zware storm vergaan voor de Nederlandse kust acht oorlogsschepen. Geschat wordt dat circa 1.200 bemanningsleden in die nacht zijn verdronken.[16]
- 1686
  - 13 november - Sint-Maartensvloed in de provincie Groningen, 1.558 doden. Alle dijken langs de Eems en de Dollard worden weggeslagen en geheel Noord-Groningen overstroomt. Alleen al in Uithuizermeeden komen 313 mensen om het leven.
- 1689
  - 27 november - Het linieschip Walcheren botst tegen het westelijke havenhoofd van Vlissingen. 24 opvarenden verdrinken hierbij in de Schelde.
- 1690
  - 20 oktober - Op de Westerschelde bij Vlissingen zinkt door harde wind een veerschip, afkomstig uit Sluis. Er verdrinken 12 passagiers.[17]

## 18e eeuw

### 1700-1709
- 1703
  - 8 december - De Grote Storm van 1703 leidt niet alleen tot enorme schade, maar ook tot tal van dijkdoorbraken. Het zuiden van Friesland komt blank te staan. Ook de Nederlandse vloot krijgt het zwaar te verduren. De Engelse schrijver Daniel Defoe spreekt over de ergste storm die de wereld ooit zag.
- 1704
  - 27 juli - Gewelf van de Westerkerk te Amsterdam stort in, 6 doden en 44 gewonden, allen kinderen van het Aalmoezeniershuis.[18]
- 1708
  - 8 mei - Stadsbrand van Hardenberg. Gehele stad verwoest.

### 1710-1719
- 1711
  - 26 juni - Er ontstaat brand in de molen van Hinsberg binnen de stadsmuren van Roermond. 30 huizen en het klooster der Penitenten branden af. Er komen zes mensen om het leven.[19]
- 1717
  - 25 december - Kerstvloed in de provincie Groningen, 2.276 doden. Dorpen die direct achter de zeedijk liggen worden bijna volledig weggevaagd. In Uithuizermeeden vielen 208 doden, Leens 182, Pieterburen 172 en Kloosterburen 178.[20]

### 1720-1729
- 1724
  - 13 maart - Op de kust van Terschelling vergaat een klein vrachtschip met 10 mensen (7 mannen en 3 vrouwen) aan boord.[21]
- 1724
  - 4 december - Door zware storm vergaan op zee vele tientallen schepen. Ook op de rede van Amsterdam vergaat een aantal schepen, waarbij veel mensen verdrinken.[22]

### 1730-1739
- 1732
  - 14 april - Grote brand in het Pesthuis te Amsterdam, soo hevig dat geen menschen ooit diergelijke hebben gezien. Vijf bewoners komen in de vlammen om.
- 1735
  - 3 februari - Het VOC-schip 't Vliegend Hert loopt direct na vertrek voor de kust van Vlissingen op een zandbank en slaat lek. Alle 256 opvarenden komen hierbij om het leven.
- 1738
  - 29 juni - Het VOC-schip Reigersbroek strandt nabij Westkapelle. 51 doden.
- 1740
  - 23 december/24 december - Watersnood in het rivierengebied. De Lekdijk tussen Ameide en Lexmond breekt door, waardoor de Vijfherenlanden onderlopen. Ook in de Betuwe, de Tielerwaard, de Alblasserwaard en het land van Heusden en Altena breken de dijken door en komt het land onder water te staan. Ten minste 8 mensen verdrinken.[23]

### 1741-1750
- 1742
  - 8 februari - Het korrelhuis van een kruitmolen in Delft explodeert, waardoor 8 gebouwen verwoest worden. 5 werknemers komen om het leven.
- 1748
  - 28 juni - Na het Pachtersoproer te Amsterdam worden 3 mensen opgehangen. Er ontstaat een enorm gedrang onder de menigte kijkers. 108 mensen worden doodgedrukt of verdrinken in de grachten.[24]
- 1749
  - 1 februari - Bij Egmond slaat een sloep om, op weg naar een Brits vrachtschip. Zes opvarenden verdrinken.[25]

### 1751-1760
- 1754
  - 3 januari - Bij het Overijsselse Hasselt zinkt een vaartuig op het Zwarte Water. 10 opvarenden verdrinken.[26]
- 1756
  - 28 maart - Een Katwijkse visserspink vergaat bij Scheveningen, 7 doden.
  - 7 oktober - Door een zware storm vergaan verscheidene schepen op de Friese kust, waarbij zeker 16 personen verdrinken.

### 1761-1770
- 1761
  - 21 december - Kruitmagazijn Maastricht ontploft. Grote schade en 21 doden.[27]
- 1764
  - 11 januari - De melkschuit naar Amsterdam vergaat op het IJ. 8 mensen verdrinken.[28]
  - 12 maart - In de haven van Bergen op Zoom vaart een vrachtschip tegen de palenrij bij de ingang van de haven, waarbij 5 mensen om het leven komen.[29]
- 1766
  - 6 februari - Te Ameland vergaat het schip van een zekere Gerrit Steenge. Van de 58 zielen aan boord overleven 9 mensen deze ramp.[30]
  - 8 mei - Het beurtschip van Urk naar Kampen vergaat nabij Schokland. 7 mensen komen hierbij om het leven.
  - 10 juli - Het beurtschip "De Vier Gebroeders" van Amsterdam naar Hasselt zinkt na aanvaring met het Harlinger veerschip "De Juffrouw Elizabeth" bij de vuurtoren van Durgerdam. 53 passagiers verdrinken.[31]
  - 11 augustus - Het schip Boomryk strandt op de Noorderhaaks. Van de 46 bemanningsleden weten er 21 aan wal te komen, de overige verdrinken jammerlijk.
- 1767
  - 10 januari - Het beurtschip van Lemmer naar Enkhuizen zinkt in de buurt van Urk. 18 doden.[32]
  - 27 november - Het VOC-schip Vrouwe Elisabeth Dorothea vergaat nabij Callantsoog. Slechts 6 van de 145 man weten deze ramp te overleven.
- 1769
  - 29 december - Grote dijkdoorbraak bij Huissen. De gehele Betuwe en de Tieler en Culemborger waarden stromen vol. Het water stroomt bij Culemborg over de dijk in de Lek en bedreigt Zuid-Holland.[33]
- 1770
  - 20 februari - Het beurtschip van Philippine op Middelburg vergaat. 5 passagiers verdrinken, de 2 bemanningsleden worden gered.[34]

### 1771-1780
- 1772De brand op het toneel van de Schouwburg van Amsterdam in 1772 (gravure van Cornelis Bogerts naar een tekening van Pieter Barbiers (I)).

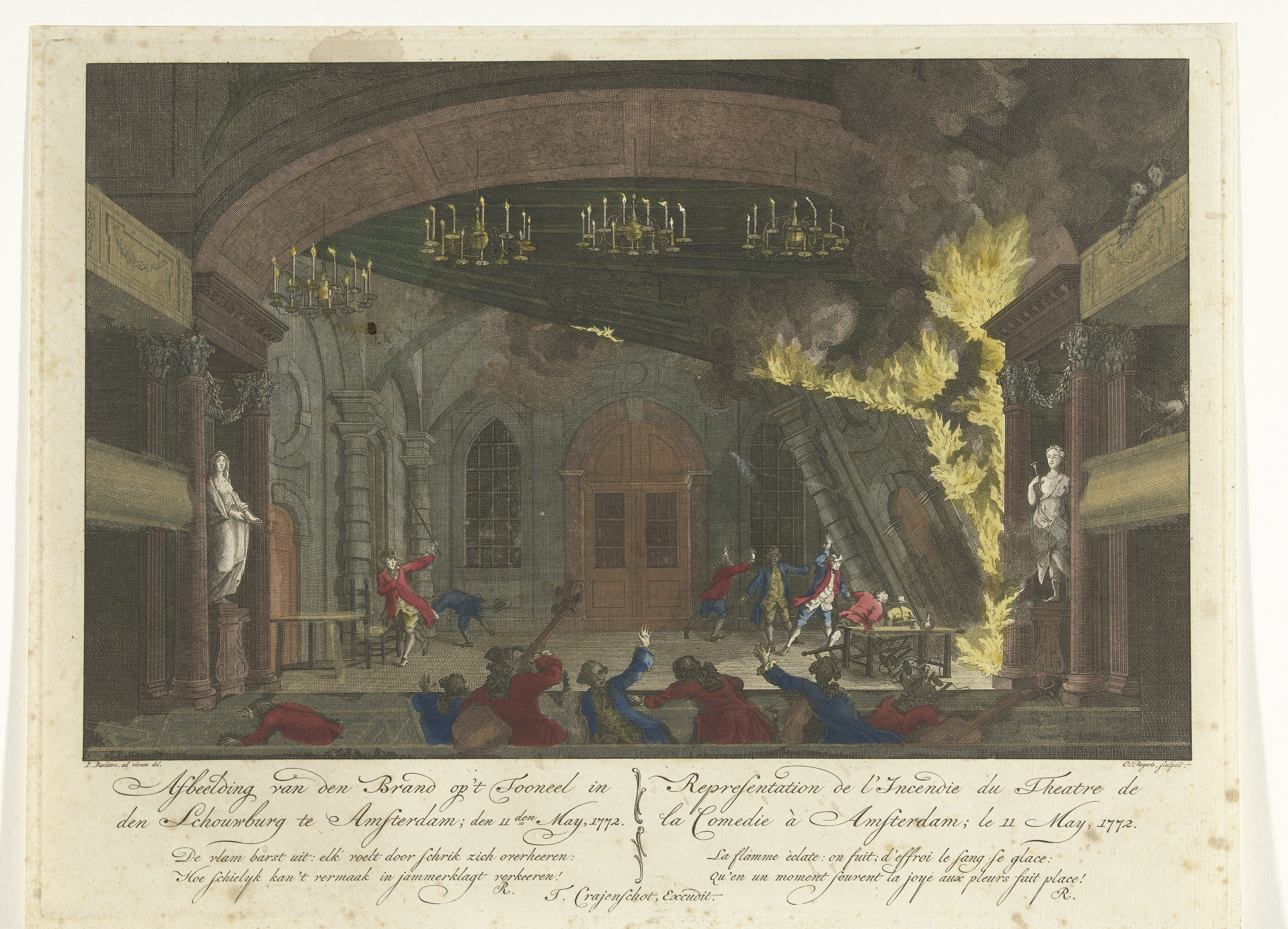
De brand op het toneel van de Schouwburg van Amsterdam in 1772 (gravure van Cornelis Bogerts naar een tekening van Pieter Barbiers (I)).

  - 11 mei - Grote brand in de Schouwburg van Van Campen te Amsterdam, 19 doden.
- 1773
  - 20 augustus - Tijdens een zware storm verdrinken 30 vissers uit Wijk aan Zee en Egmond aan Zee en 13 opvarenden van een loodsboot (uit Texel).
- 1774
  - 31 mei - Een Katwijkse vissersschuit vergaat bij Terheijde tijdens storm. Zes aangespoelde lichamen worden op een kar terug naar Katwijk gebracht.
- 1775
  - 11 mei - Dijkdoorbraak bij Dussen. 5 mensen verdrinken.[35]
  - 14 november - Door een combinatie van vloed en storm lopen delen van Holland, Overijssel en Gelderland onder water. 65 doden, waarvan 28 te Elburg.[36]
- 1776
  - 22 november - De golven van de Zuiderzee verwoesten 11 woningen te Elburg, waarbij 7 mensen verdrinken.[37]
- 1777
  - 31 augustus - Het VOC-schip Overhout strandt vlak voor de thuiskomst (vanuit Ceylon) op de kust bij Egmond aan Zee en vergaat. Slechts 37 overlevenden.
- 1778
  - 10 november - VOC-schip Woestduin vergaat nabij Dishoek. 49 van de 130 bemanningsleden komen om het leven.
- 1779
  - 20 mei - Een uit Hamburg afkomstig schip loopt nabij de ondiepte Pampus aan de grond. Van de 12 bemanningsleden worden er 7 gered.
  - 24 december - Een Scheveningse vissersschuit slaat nog in het zicht van het dorp om. De 5 opvarenden verdrinken.[38]

### 1780-1789
- 1781
  - 28 januari - Dijkdoorbraak bij Wamel na ijsgang. 13 mensen verdrinken.[39]
  - 17 februari - Te Noordwijk strandt een Engels oorlogsschip. 30 opvarenden verdrinken bij een poging aan wal te komen.
  - 20 augustus - Het Zweedse lijnschip Prinses Sophia Albertina vergaat bij Texel. Van de 450 opvarenden worden er slechts 31 gered.[40]
- 1782
  - 7 augustus - Explosie in een kruitmolen nabij Ouderkerk aan de Amstel. 5 mensen komen hierbij om het leven.
- 1783
  - 20 oktober - Explosie op het linieschip Rhynland, nabij Texel. Van de 224 opvarenden komen er 8 om het leven en raken 38 man gewond.[41]
- 1784
  - 19 maart - De Waal breekt op twee plaatsen door de dijk bij Haalderen. Het dorp wordt bijna geheel verwoest. Circa 15 mensen verdrinken.
- 1786
  - 30 oktober - De trekschuit naar Leeuwarden kapseist te Rinsumageest, 7 doden.[42]
- 1787
  - 2 augustus - Door opslag van buskruit vindt een explosie plaats in de Onze-Lieve-Vrouwenkerk van Amersfoort. 17 doden.

### 1790-1799
- 1790
  - 27 november - In de nacht van 26 op 27 november vergaat bij De Koog de Negotie. Het schip breekt in stukken. 238 doden.
- 1793
  - 15 maart - Aan boord van 's Lands hulk Dwinger breekt in het Vlie een ernstige brand uit, waarbij het schip vergaat. Bij deze ramp verliest bijna de helft van de circa 140 opvarenden het leven.
- 1799
  - 7 februari - Dijkdoorbaak bij het dorpje Doornik tussen Bemmel en Lent (Watersnood van 1799). Daarbij gaan alle achttien huizen en de kerk verloren. 17 mensen verdrinken. Het dorpje wordt nooit meer opgebouwd.
  - 25 mei - Een Frans schip strandt bij Noordwijk. De bemanning probeert per sloep het schip te verlaten, maar verdrinkt, 5 doden.
  - 9 oktober - Het Engelse schip La Lutine vergaat met een lading goud nabij Vlieland. 269 opvarenden komen om.
  - 10 november - Het fregat De Valk vergaat bij Ameland. Een van de grootste scheepsrampen uit de Nederlandse geschiedenis. 419 doden.

## 19e eeuw

### 1800-1809
- 1802
  - 27 oktober - Bij het eiland Schouwen vergaat het schip Sint Joseph. 13 opvarenden komen om.
- 1807
  - 12 januari - Leidse buskruitramp, 151 doden en circa 2.000 gewonden. Circa 220 woningen worden compleet verwoest of onbewoonbaar verklaard.
  - 30 september - De Bataafse kanonneergalei Noodweer vergaat tijdens een zware storm met 35 opvarenden op de Waddenzee voor de kust van het Bildt.
- 1808
  - 15 januari - Stormvloed veroorzaakt overstromingen in Nederland en Vlaanderen. De binnenstad van Vlissingen loopt onder water. 31 doden.[43] Elders langs de Westerschelde verdrinken nog eens 21 personen.
- 1809
  - 29 januari - Watersnood van 1809. Door het ontstaan van ijsdammen in de rivieren steeg het waterpeil snel, met dijkdoorbraken als gevolg. ca. 275 doden. 1.000 woningen worden verwoest.

### 1810-1819
- 1810
  - 22 december - Het HMS Minotaur loopt op zandbank nabij Texel en vergaat, 570 doden.
- 1811
  - 24 december - Van een Brits konvooi lopen tijdens een storm de HMS Hero en het troepenschip Archimedes op de Haaksgronden bij Texel. Beide schepen vergaan, waarbij slechts 12 van de 530 opvarenden van de Hero gered kunnen worden. De opvarenden van de Archimedes worden wel gered. De begeleidende brik HMS Grasshopper loopt wel aan de grond maar blijft relatief ongeschonden en over de Haaks gestuwd. De bemanning geeft zich te Den Helder aan de Nederlanders over, het schip wordt door de Bataafse Marine opgenomen als Irene (later Zr.Ms. Irene) en doet dienst tot 1820.
- 1812
  - 30 januari - Het Britse fregat Manilla strandt op de Haaksgronden bij Texel. De Britten verlaten het schip en steken het in brand. Bij een explosie ten gevolge hiervan komen 12 matrozen om het leven.
- 1814
  - januari-5 mei - Tijdens de Blokkade van Maastricht breekt vlektyfus uit onder het Franse garnizoen. Een derde van hen sterft. Ook veel burgerslachtoffers.
  - 2 februari - Een kruitwagen ontploft in Gorinchem, waardoor ruim 20 mensen om het leven komen.
- 1817
  - 14 april - Een veerschip kapseist door harde wind bij Sleeuwijk. Van de 22 passagiers komen er 12 om het leven.
- 1819
  - 10 januari - Bij het binnenvaren van de haven van Medemblik komt het schip Carolina door ijsgang in de problemen. 9 opvarenden verdrinken.
  - 26 april - Het veer van de Louisapolder in Lage Zwaluwe wordt getroffen door een hoosbui, waardoor 5 passagiers verdrinken.[44]

### 1820-1829
- 1820 Het hoofdgebouw van landgoed Oosterhout wordt op 20 januari 1820 door de overstroming verwoest.

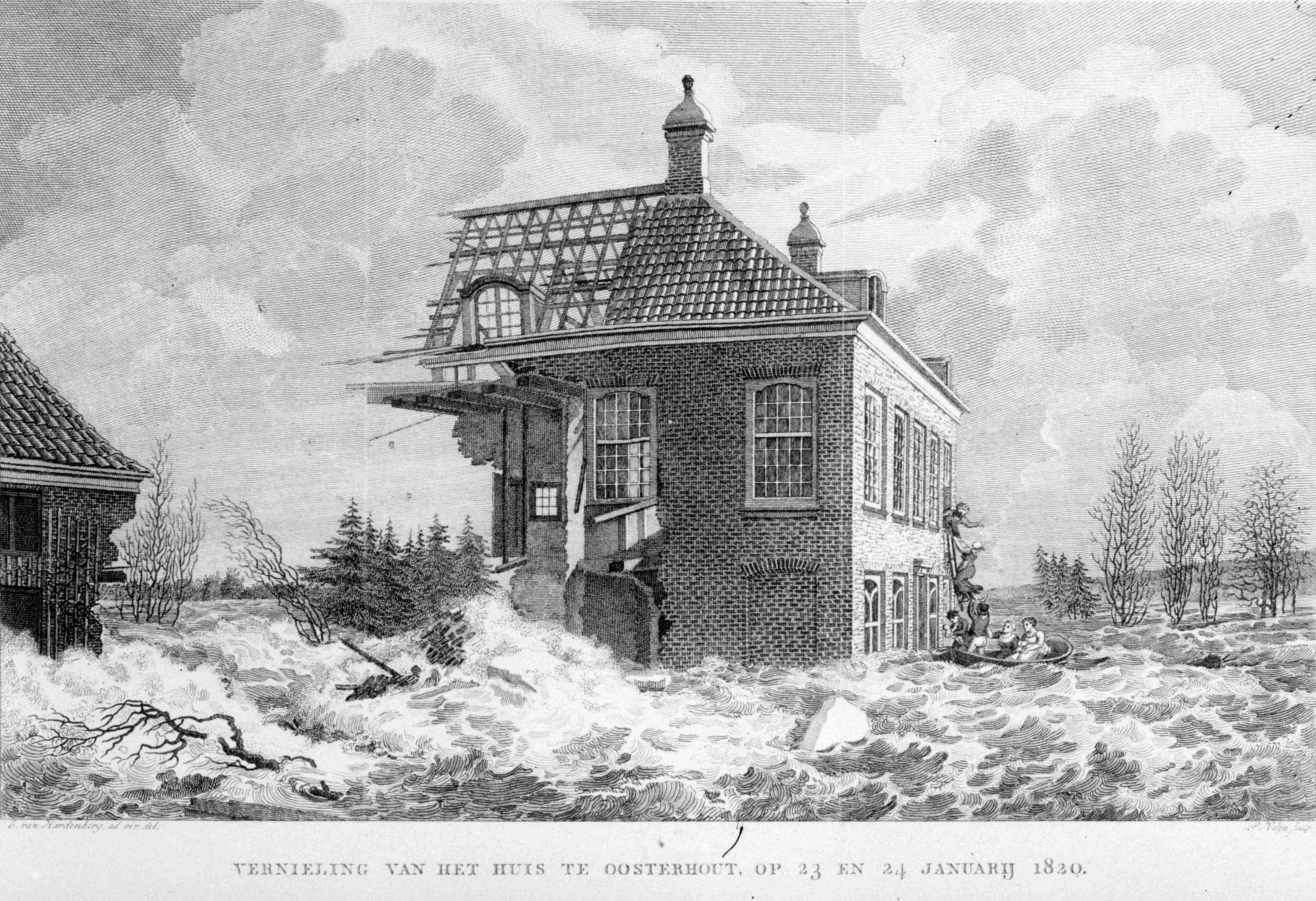
Het hoofdgebouw van landgoed Oosterhout wordt op 20 januari 1820 door de overstroming verwoest.

  - 23 januari - Watersnood van 1820. Grootschalige overstromingen in het rivierengebied na ijsgang, 3 doden in Wercheren, 9 doden te Lent en 1 dode in de Alblasserwaard.
- 1821
  - 26 oktober - Een Scheveningse vissersschuit zinkt na een aanvaring bij kust van Goeree, 6 doden.
- 1824
  - 14 oktober - Stranding van de Vreede bij Huisduinen. Bij de redding komen 6 redders en 3 opvarenden om het leven.
- 1825
  - 3 februari - Stormvloed van 1825 in Groningen, Friesland en Noordwest-Overijssel, 379 doden waarvan 305 in Overijssel. Op Schokland verdrinken 13 personen.
  - 17 juni - 20 boerenknechten steken in een kleine schuit over naar Kampereiland. De schuit zinkt en 17 man verdrinken.[45]
  - 1 oktober - Door het breken van de grote mast op een vissersschip uit Middelharnis komen 11 van de 13 bemanningsleden om. Slechts schipper Jacob Bree en een scheepsjongen overleven de ramp.
  - 25 oktober - Het vissersschip Willem I terugkerend vanaf Groenland vergaat nabij Texel. 30 doden.[46]
- 1827
  - 12 januari - Explosie in kruitmolen aan het Schie te Rotterdam, 5 doden.[47]
  - 16 januari - Ramp Zr.Ms. Wassenaar. Dit linieschip, ingezet als troepentransportschip, liep bij Egmond ter hoogte van Schoorl op een zandbank, enige dagen na vertrek van de rede van Texel. Van de circa 900 opvarenden, naast de 250 bemanningsleden ongeveer 650 rekruten bestemd voor de oorlog op Java in Oost-Indië, komen er 23 om het leven.[48]
  - 1 maart - Schipbreuk van de bark Java Paket bij Westkapelle. De 29 opvarenden komen om het leven, alleen de loods overleeft de ramp.[49]
  - 17 maart - Door storm breken enkele dijken door in het rivierengebied. Te Vuren en Herwijnen worden in totaal ruim 110 woningen verwoest. 8 mensen komen in deze storm om het leven door het rivierwater.
- 1828
  - 5 maart - Het vissersschip Catharina Elisabeth uit Middelharnis vergaat voor de kust van Egmond, 12 doden.[50]

### 1830-1839
- 1831
  - 19 maart - Het kruitmagazijn Stoelemat in Bergen op Zoom explodeert. 19 doden en 41 gewonden.
  - 25 november - Op de Lek bij Vianen zinkt een veerschip met soldaten die onderweg zijn naar België, 7 doden.
- 1833
  - 12 februari - Nabij Jutphaas rijdt een huifkar met daarin 12 personen bij een brug het water in, 5 doden.[51]
  - 15 februari - Te Grave zinkt op de Maas een vissersbootje dat enkele personen over de rivier zet, 9 doden.
  - 11 juni - Grote veenbranden bij Zevenhuizen. 4 personen komen om en er gaan 89 huizen in vlammen op. Bij Wedde komt 1 jong meisje om het leven.[52]
  - 18 juni - Bij Hoek van Holland vergaat een vissersvaartuig, waarna 5 vissers verdrinken.
- 1834
  - 18 oktober - Na een zware storm stranden te Scheveningen, Katwijk en Den Helder 5 schepen op de kust. 33 opvarenden verdrinken.[53]
  - 19 november - Op Ameland strandt een Frans vissersschip uit Fécamp. 8 opvarenden komen om het leven.
- 1835
  - 21 juni - Een vissersschuit uit Egmond aan Zee slaat om. 6 opvarenden komen om het leven.
  - 11 oktober - Tijdens een zware storm komen 9 bewoners van Terschelling om.[54]
- 1836
  - 26 december - Zware storm over Holland. Te Amsterdam stortten 13 huizen en een herberg in en vergaan 15 schepen. Vijf mensen komen om.
- 1837
  - 24 februari - Dijkdoorbraak bij Dussen, 12 doden. De polder Jannezand stroomt vol, waarbij 5 mensen verdrinken. Een huis langs de buitendijk zakt in de rivier waarbij een weduwe met haar 6 kinderen verdrinkt.[35]
  - 6 mei - De veerpont over de Maas bij Roermond slaat om 6 mensen verdrinken en 11 mensen worden gered.
  - 17 november - De marktschuit van Bokhoven naar 's-Hertogenbosch zinkt op de Dieze. 14 vrouwen en één man verdronken in het koude water.[55]
  - 28 december - Zeer grote brand in de Warmoesstraat te Amsterdam. Verschillende panden branden uit, waarbij in totaal 6 doden vallen.
- 1838
  - 18 oktober - Vergaan van het Amsterdamse beurtschip nabij de haven van Harlingen, waarbij 17 personen verdrinken. De Groenlandse sloep (reddingboot) van Huisduinen slaat om tijdens een reddingsactie, waarbij 6 opvarenden verdrinken.

### 1840-1849
- 1840
  - 11 mei - Tijdens werkzaamheden storten 9 woningen aan de Zwanenburgerstraat te Amsterdam in. 6 mensen worden gedood.[56]
  - 28 november - Tijdens de inhuldiging van koning Willem II in Amsterdam vallen in het gedrang in de Kalverstraat 6 doden.[57]
- 1841
  - 29 maart - Een huizencomplex aan de Uilenburgerstraat te Amsterdam stort in. Van de 32 mensen worden er 7 dood onder het puin weggehaald.[58]
  - 7 december - Een marktschuit stoot in de vroege ochtend op het Peizerdiep nabij Peize op een obstakel en zinkt, waardoor 6 mensen verdrinken.[59]
  - 24 december - Door het instorten van de brug bij de Kamperpoort te Zwolle komen enkele wagens en koetsen in het water. 5 mensen komen om het leven.
- 1843
  - 1 januari - Instorten van toren van de Ned. Herv. Kerk te Zaandam. 8 mensen worden gedood door het puin.[60]
  - 13 oktober - Veerramp op de Merwede. De veerboot tussen Hardinxveld en Werkendam zinkt, waarbij 14 doden vallen.[61]
  - 22 oktober - Het schip Wemelina Kranenborg vergaat bij Terschelling. Van de 8 bemanningsleden worden er 3 gered.
- 1844
  - 20 augustus - Schipbreuk Diana op Ameland. 2 eilanders en 3 opvarenden komen bij de redding om het leven.
- 1848
  - 24 juni - De Ierse schoener Martha of Waterford strandt op de westkust van Texel. 5 opvarenden verdrinken.
  - 4 juli - Instorting in kiezelgroeve in Gronsveld, 8 doden.[62][63][64]
- 1849
  - 5 mei - Grote brand van Grafhorst. Van de 60 huizen van het stadje branden er 57 af, 5 doden.[65]
  - 19 september - Op scheepswerf De Schelde te Vlissingen vindt een zware explosie plaats, 7 doden en 11 zwaargewonden.[66]
  - 28 oktober - Grote ontploffing te 's-Hertogenbosch. Op het ogenblik dat de stoomboot Jan van Arkel II afvaart explodeert de stoomketel. Er vallen 22 doden en de schade is enorm.[67]
  - 16 november - Het Noorse schip Erik Börresen vergaat bij Texel, 10 opvarenden verdrinken.
  - 19 december - Bij Texel vergaat het Russische fregatschip Agnes, waarbij ruim 40 mensen omkomen.

### 1850-1859
- 1850
  - 9 oktober - Stranding Helena op Ameland. 8 mensen verdrinken.[68]
- 1852
  - 1 januari - Grote buskruitontploffing te Zierikzee, 5 doden.[69]
  - 2 oktober - Het veerschip tussen Bergen op Zoom en Zierikzee zinkt, waarbij 6 mensen omkomen.
- 1853
  - 4 oktober - Nabij Werkendam loopt een polder onder water. 21 mensen die aan het werk zijn in deze polder verdrinken.[70]
- 1854
  - 4 december - Het fregat Hendrika vergaat nabij de Banjaard in Zeeland. 82 doden.
- 1855
  - 5 maart - Watersnood van 1855. Bij deze grote overstroming worden vooral de Gelderse Vallei en het Land van Maas en Waal getroffen. Er verdrinken 13 mensen.[71]
- 1858
  - 2 september - Het praamschip Hoop op Zegen vergaat op de Zuiderzee nabij Schokland, 6 doden.
  - 17 november - Winkelbrand aan Spuistraat 67 na brandstichting te Amsterdam, 5 doden
- 1859
  - 22 april - Bij Holwerd vergaat het schip Frederik Hendrik. 8 opvarenden verdrinken.
  - 25 juli - Op een kanonneerboot in de haven van Den Helder explodeert een stuk geschut. 7 mensen komen om het leven.

### 1860-1869
- 1860
  - 27 mei
    - De Capelse veerboot op Rotterdam, de stoomraderboot De Langstraat zinkt op de Amer. 48 doden, vooral afkomstig uit Sprang-Capelle en Hoge en Lage Zwaluwe.
    - Tijdens de pinksterstorm komen eveneens 32 Scheveningse vissers het leven.[72]
    - Voor de kust van Katwijk verging de bomschuit Drie Gebroeders, waarbij de zes bemanningsleden omkwamen.[73] Dit was aanleiding om in oktober 1860 de Vereeniging tot voortdurende ondersteuning der nagelaten betrekkingen van verongelukte visschers der reederijen te Katwijk aan Zee en Noordwijk aan Zee op te richten.[74]
- 1861
  - 6 januari - Watersnood van 1861. Bij Zuilichem in de Bommelerwaard breekt de Waaldijk door na ijsgang. Het gebied wordt hard getroffen door deze overstroming. 37 mensen verdrinken.[71]
  - 25 april - Op Ameland verdrinken 5 redders bij een poging de bemanning van een Noors schip in nood te redden.
- 1862
  - 7 mei - Stadsbrand van Enschede, waarbij 5 mensen omkomen. De brand verwoest 633 woningen, 25 stallen, 44 pakhuizen, 8 textielfabrieken en alle publieke gebouwen.[75]
  - 8 augustus - 6 jonge mensen verdrinken als hun boot omslaat op de Bergsche Plas bij Hillegersberg.
- 1863
  - 27 januari - Het Engelse schip Whynot vergaat op de Texelse kust, 6 doden.
  - 4 december - Zware storm langs de Nederlandse kust. Het Duitse fregat Wilhelmsburg vergaat voor de kust van Terschelling (Boschplaat). Bij deze ramp vinden 258 passagiers en 3 bemanningsleden de dood. In deze beruchte nacht vergaan voor de Nederlandse kust meer dan 36 schepen, waarbij tientallen mensen om het leven komen.
  - 23 december - Het Zweedse fregat Sumatra vergaat op Vlieland. 16 doden.
- 1865
  - 15 januari - In Rotterdam vaart een veerboot met werkvolk voor een fabriek in Feijenoord tegen een pijler van de spoorbrug, 5 doden.[76]
- 1866
  - 19 november - Stranding van het Britse schip Mary Ogle bij Scheveningen. Van de 6 opvarenden weet slechts één bemanningslid deze ramp te overleven.
- 1867
  - 5 oktober - Het Scheveningse vissersschip Henriëtte Suzanna strandt. 13 doden.[77]
  - 2 december - Het loodsschip van Terschelling vergaat op zee, 7 doden, allen inwoners van Terschelling.
- 1868
  - 11 maart - Stadsbrand van Genemuiden. 140 gebouwen afgebrand waarvan 105 woningen.
  - 17 april - Grote brand in Rotterdam in een huizenblok waarin meerdere gezinnen woonden. 6 mensen komen in de vlammen om.
  - 28 april - 26 Urker vissers verdrinken tijdens een storm tussen Vlieland en Terschelling.
  - 26 oktober - Het tweede loodsschip van Terschelling vergaat waarbij 10 opvarenden, inwoners van Terschelling, verdrinken.
- 1869
  - 19 oktober - Het derde loodsschip van Terschelling vergaat waarbij 11 opvarenden, inwoners van Terschelling, verdrinken.
  - 26 oktober - Bij Goedereede vergaat een Scheveningse vissersschuit, 6 doden.[78]
  - 16 december - Bij Stavoren vergaat op de Zuiderzee een tjalkschip, 7 doden.

### 1870-1879
- 1872
  - 13 november - De sloep Middelharnis vergaat met 12 opvarenden in de buurt van Terschelling. De Leeuwarder Courant bericht: Vermoedelijk is zij in den nacht tusschen 12 en 13 November overzeild of door een stortzee overvallen.
- 1874
  - 22 maart - Een zware storm overstroomt de nog in aanleg zijnde Groningse Westpolder, waarbij 13 mensen verdrinken, de loodskotter Eems no. 1 vergaat tijdens deze storm ten noorden van Schiermonnikoog, 5 doden.
  - 25 maart - Door giftige leverworst sterven in Middelburg in totaal 8 mensen. Meer dan 200 mensen worden ziek. Vermoedelijk had de slager in kwestie een reeds begraven varken alsnog verwerkt.[79][80][81]
  - 28 maart - De Griekse brik Hybryda, die gestrand was op zandbank De Elleboog bij Vlissingen, kapseist. 12 bemanningsleden en 2 loodsen komen om, 1 opvarende wordt gered.[82][83]
  - 1 december - Roeiboot met arbeiders richting Feijenoord wordt op de Maas in Rotterdam overvaren door stoomboot 'De Vooruitgang', van de ca. 35 inzittenden verdrinken er 8.[84]
  - 8 december - Een vissersschip uit Scheveningen vaart op de Noordelijke havenpier van Hoek van Holland en zinkt, 7 doden.
- 1877
  - 30 januari - Zware storm. De volbeladen stoomboot Willem III van Stavoren naar Sneek vergaat op de Fluessen bij Heeg (Friesland). 14 opvarenden komen om het leven. De Westpolder overstroomt opnieuw waarbij ook 14 mensen verdrinken. In de Reiderpolder B verdrinken 37 mensen (2 Nederlanders en 35 Duitsers) (Stormvloed van 1877). Op zee komen bij drie scheepsrampen 31 mensen om het leven.
  - 31 december - Loodskotter Texel nr. 8 vergaat tijdens een storm dicht onder de kust tussen Camperduin en Egmond aan Zee, 9 doden.
- 1879
  - 15 november - Het SS Pallas van de KNSM, komende van Sint Petersburg en op weg naar Rotterdam, vergaat tijdens een hevige storm ter hoogte van IJmuiden. 20 doden.

### 1880-1889
- 1880
  - 2 januari - De reddingboot van Terschelling vaart uit voor een gestrand Britse zeilschip. In de branding slaat de boot om, waarbij 5 van de 8 roeiers verdrinken. (Twee dagen later strandt de Duitse Hansa op het eiland.)
  - 30 december - Ramp bij Nieuwkuijk, Heidijk zakt over 150 meter in, 3 doden. 41 huizen spoelden totaal weg, 68 huizen waren beschadigd en slechts 125 huizen in het dorp blijven ongedeerd.
- 1881
  - 20 oktober - Nabij Schokland zinkt een tjalkschip, 7 opvarenden verdrinken. Bij Katwijk slaat de bemanning van een bomschuit overboord, 7 doden.
  - 19 december - In een zware storm vergaat het Zweedse schip Tripolia nabij Ouddorp. 6 mensen worden gered, 5 verdrinken. De postboot van Woudrichem wordt overvaren, waarbij 5 mensen om het leven komen.[85]
- 1882
  - 5 juli - Rammonitor De Adder vergaat nabij Scheveningen, 66 doden.[86]
  - 24 oktober - Oktoberstorm van 1882. Maar liefst 53 Scheveningse vissers komen om het leven.[87] Loodskotter Texel nr. 3 vergaat ter hoogte van Petten. 10 doden.
- 1883 Explosie van de kruitfabriek in Muiden (1883)

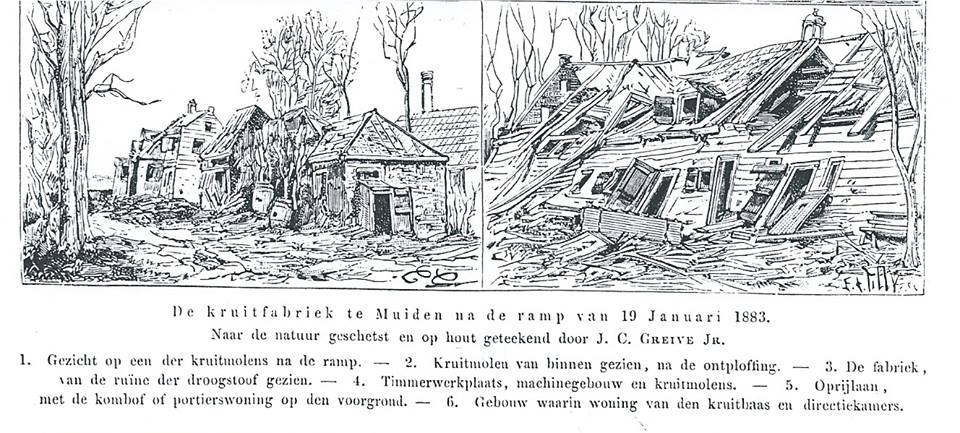
Explosie van de kruitfabriek in Muiden (1883)

  - 19 januari - Explosie in kruitfabriek De Krijgsman te Muiden, 13 doden (11 werklieden, twee buitenstaanders van schrik)[88]
  - 5 maart / 6 maart - Vissersramp Paesens-Moddergat. Tijdens een zware storm in de nacht van 5 op 6 maart 1883 vergaan 17 blazers en aken en komen 83 dorpelingen om. Elders op zee komen nog 38 vissers om het leven, waarvan 26 Urkers nabij Ouddorp.
  - 16 augustus - De reddingboot van Maassluis weet 20 schipbreukelingen te redden bij Hoek van Holland. De boot wordt verbrijzeld op de terugweg, waarbij 5 man verdrinken.
  - 24 oktober - In Zevenbergen steken 13 boerenarbeiders met een platbodem de haven van het dorp over. Wanneer de boot kapseist verdrinken 8 van hen.[89]
  - 20 november - Scheepsramp met de Condor bij IJmuiden, 10 doden.[90]
  - 13 december - Loodskotter No. 12 vergaat in de storm van 12 op 13 december in de Noordzee. 11 personen verliezen het leven.[91]
- 1884
  - 25 oktober - Stranding SS Littlebeck bij Oostvoorne. 14 doden.
- 1885
  - 1 april - Grote brand in Amsterdam aan de Wittenburgerdijk. Meerdere woningen worden verwoest. Er vallen 5 doden.
- 1886
  - 26 juli - Palingoproer in Amsterdam, 25 doden.
  - 29 december - Scheepsramp met het Britse schip Egret bij Hoek van Holland, 7 doden.[92]
- 1888
  - 3 januari - Treinramp bij Ruinerwold, 5 doden.
  - 18 oktober - Brand Korte Delft Middelburg, 5 doden.
  - 21 november - Het Russische schip Atalanta strandt tijdens een zware noordwesterstorm nabij Ouddorp, 6 bemanningsleden komen om. Verder raakt het barkschip Ango aan de grond nabij het Kurhaus van Scheveningen. Van de 11 in het tuig gevluchte bemanningsleden vinden er 9 hun graf in de golven.
- 1889
  - 5 februari - Scheepsramp met het Duitse schip Theodor Berend bij Den Helder, 4 van de 14 kunnen worden gered.[93]

### 1890-1899
- 1890
  - 9 april - Nabij Koog aan de Zaan zinkt op De Poel een boot met daarin 7 molenarbeiders op weg naar hun molens. Allen komen om het leven.[94]
- 1892
  - 22 maart - Explosie in drogisterij aan de Huidenstraat, waarschijnlijk ten gevolge van benzinedampen, Amsterdam, 7 doden.[95]
  - 8 april - Twee Duitse schepen komen in aanvaring nabij Schiermonnikoog, 14 doden.
- 1893
  - 4 september - Tijdens een felle brand aan het Geldelozepad in Rotterdam willen vele nieuwsgierigen met een pontje over de Rotte. De pont slaat om en tien mensen verdrinken.
  - 19 november - SCH 115 Zeevisscherij en de SCH 280 Vrouw Catharina zinken in een stormnacht, 14 doden.
  - 3 december - Ramp van Wierum. In een zware storm komen nabij Ameland 22 vissers uit dit Friese dorp om het leven.
- 1895
  - 30 januari - De Elbe, een groot Duits passagiersschip zinkt na aanvaring met de Engelse kolenboot Crathie bij de Bruine Bank, 30 mijl westelijk van IJmuiden. 354 mensen komen om het leven.[96]
  - 20 maart - Op de Rijn bij Tolkamer explodeert het dynamiet-schip Reimer. Bij deze ramp vallen 13 doden. Ook de materiële schade is tot in de zeer verre omgeving enorm. In onder meer Spijk en Elten zijn huizen verwoest. In Tolkamer, Lobith, Elten, 's-Heerenberg en Emmerik zijn enorm veel ruiten gesneuveld.[97]
  - 5 december - Vergaan van acht vissersschepen nabij de Doggersbank. Bij deze ramp komen 104 opvarenden om het leven.[98]
- 1896
  - 1 april - Vissersramp van Volendam. 7 vissers komen tijdens een storm op de Zuiderzee om het leven. In totaal komen 35 vissers die nacht om het leven.[99]
- 1897
  - 29 november - SCH 200 Vrouw Adriana zinkt, 8 doden.
- 1898
  - 27 maart - Volendammer vissersschuit vergaat met 7 opvarenden in het Thomas Smitgat in de buurt van Terschelling.
  - 16 februari - SCH 173 Cornelis Johannes zinkt, 7 doden.
- 1899
  - 1 september - Een stoombootje met passagiers uit Zaandam wordt overvaren op het IJ, 9 doden.[100]
  - 15 november - In zeer dichte mist rijden 2 treinen tegen elkaar bij Capelle aan den IJssel. Er vallen 8 doden en 12 gewonden.

## 20e eeuw

### 1900-1909
- 1900
  - 13 juli - Te Den Helder exploderen enkele opgeviste granaten, waardoor 5 mensen om het leven komen.[101]
  - 1 augustus - SCH 282 Dina Elisabeth zinkt, 9 doden.
- 1901
  - 28 januari - Scheepsramp SS Holland tijdens een zware storm op het hoofd van de Nieuwe Waterweg, 16 opvarenden verdrinken.
  - 21 maart - Op de rede van Vlissingen wordt het Britse schip Tay aangevaren door het Duitse Chemnitz, 14 doden.
  - 28 november - Vergaan van het vrachtschip Mesacria op de Noordzee, 11 doden. In diezelfde storm slaan op de loodskotter Eems no. 2 door een zware zee 6 bemanningsleden over boord.
- 1902
  - 23 augustus - Bij Herwijnen slaat een bootje om met passagiers voor een voor anker liggend stoomschip, 5 van de 10 opvarenden verdrinken.[102]
- 1903
  - 15 september - Drie schepen uit Arnemuiden vergaan tijdens stormweer, 10 vissers verdrinken.
  - 7 oktober - Een Frans vissersschip uit Boulogne strandt bij Hoek van Holland, 13 doden.
- 1904
  - 4 februari - De stoomtrawler Judith uit Vlaardingen vergaat, 9 doden.
  - 8 oktober - Storm langs de Nederlandse kust. Verscheidene vissersvaartuigen zinken. Alleen al uit Urk komen 14 vissers om het leven.[103]
  - 6 november - In de haven van Moerdijk zinkt een houten aak nadat het schip lek is gestoten, 5 opvarenden verdrinken.
- 1906
  - 12 maart - Stormvloed van 1906 na extreem hoog water op de Westerschelde. Diverse zeedijken breken door, met grote schade tot gevolg. Doordat de stormvloed overdag plaatsvindt, vallen er geen doden. Net over de grens in het Waasland verdrinken in totaal 8 mensen.[104]
  - 15 juni - Aanvaring tussen twee schepen nabij Den Helder, 11 doden.[105]
- 1907
  - 21 februari - De veerboot Harwich-Hoek van Holland, het SS Berlin, ramt de pier bij Hoek van Holland, 128 doden.
  - 23 september - Grote brand in woningcomplex aan de Marnixstraat te Amsterdam, 8 doden.
  - 17 oktober - De Scheveningse bomschuit Clara Johanna (SCH 1) loopt tijdens een zware storm op een zandbank voor de kust van Terschelling, 8 doden.
  - 6 november - Koets raakt bij dichte mist in het Hoendiep nabij Hoogkerk, 5 doden t.w. oud-commissaris Johan Æmilius Abraham van Panhuys, zoon Hobbe (burgemeester van Leek), hun echtgenotes en huisknecht.[106][107]
- 1908
  - 15 september - Explosie in stoomketel van kolenmijn Laura te Eygelshoven, 7 doden.
  - 24 november - Stranding van de Fernando bij Terschelling, 6 doden. Van de 17 opvarenden kunnen er 14 man worden gered, maar ook 3 redders komen om.[108]
- 1909
  - 8 februari - Een pont die gebruikt wordt om arbeiders over te zetten naar de glasfabriek in Diemen kantelt, waarbij 8 mensen verdrinken.[109]
  - 17 maart - Aanvaring tussen Duits en Noors schip bij de ingang van de Nieuwe Waterweg, 8 doden.
  - 22 april - De schuit "De Hoop" vergaat op de Zuiderzee nabij Lemmer, 8 doden.[110]
  - 15 oktober - Ontploffende lading (picrinezuur) bij opruiming wrak bij Katwijk, 6 doden.

### 1910-1919
- 1910
  - 23 januari - Het vissersschip MD 1 uit Middelharnis zinkt tijdens een storm, 13 doden.[111]
  - 24 december - Op de rede van Vlissingen vindt een aanvaring plaats tussen een Belgisch en een Nederlands stoomschip, 6 opvarenden verdrinken.[112]
- 1911
  - 10 juli - Brand in twaalf panden op de Dam te Zaandam, 6 doden.
  - 9 augustus - Explosie in stoomketel op lijndienstboot Gutenberg Rotterdam, 5 doden.
  - 30 september - Septemberstorm van 1911. Veel schepen vergaan, ten minste 51 doden.
- 1912
  - 15 januari - Het vissersschip MD 3, Anna uit Middelharnis vergaat, 13 opvarenden, waaronder 12 uit Middelharnis, verdrinken.[113]
  - 27 augustus - Scheepsramp met de Kursk. Het Deense stoomschip Kursk vergaat met een onder meer een lading kristal voor de kust van Ouddorp, 27 opvarenden komen om het leven.
  - 5 september - Zes militairen verdrinken tijdens omslaan vlot op Fort Vossegat te Houten, Negen anderen worden gered.[114]
- 1913
  - 24 december - Op kerstavond ontspoort een trein nabij Hooghalen, 5 doden.
- 1914
  - 10 juli - Brand in Stoomspinnerij Twente te Almelo, 5 doden.
  - 22 september - De Duitse onderzeeër U-9 torpedeert voor de Nederlandse kust drie Britse kruisers. Hierbij komen 1459 mensen om het leven. Zie Zeeramp van 22 september 1914.[115]
  - 27 oktober - De VL 40 is het eerste Nederlandse vissersvaartuig dat na het uitbreken van de Eerste Wereldoorlog op een mijn loopt. Alle 16 opvarenden komen om het leven.
  - 16 november - 6 omstanders komen om het leven, wanneer een aangespoelde mijn ontploft bij Westkapelle.
  - 3 december - Opstand in Belgisch vluchtelingenkamp te Zeist, 8 doden en 21 gewonden.
- 1915
  - 19 januari - Op de Hr. Ms. Triton explodeert een mijn tijdens het opruimen van een mijnversperring in de Westerschelde, 5 doden.
  - 2 maart - Een aangespoelde zeemijn ontploft bij de haveningang van Zierikzee, waardoor 5 inwoners van dit stadje worden gedood.
  - 10 april - De sleepboot "Engineering" wordt in de Rotterdamse haven overvaren door het ss Tjisondari, alle vijf opvarenden verdrinken.[116]
  - 4 juni - De vissersvloot van IJmuiden lijdt een zwaar verlies. 4 vissersschepen (IJM 156, IJM 186, IJM 193 en IJM 215) lopen in de Noordzee op mijnen. Alle opvarenden komen hierbij om het leven.
  - 26 juni - De Katwijkse logger KW 147 wordt op de Noordzee in dichte mist overvaren door de Britse kruiser HMS Princess Royal, 10 van de 14 opvarenden komen om.
- 1916
  - 13 en 14 januari - Stormvloed van 1916 met onder meer Watersnood op Marken, 16 doden, en doorbraak van de Amsteldijk bij Anna Paulownapolder, 2 doden. Bij scheepsrampen op de Noordzee komen nog eens 32 mensen om.
  - 24 juli - Het vrachtschip SS Maas loopt bij het lichtschip Noordhinder op een Duitse mijn. Het schip zinkt binnen twee minuten, waarbij 10 bemanningsleden om het leven komen.
  - 31 juli - De Zeeuwse veerboot Koningin Wilhelmina zinkt, 7 mensen komen om het leven.
  - 23 september - De Stoomtrawler Burgemeester Vening Meinesz (IJM 97) vergaat. De gehele bemanning van 18 man komt om.[117]
  - 14 oktober - De IJM-290 Johanna strandt tijdens een storm op de Vliehors. De 15-koppige bemanning komt om het leven wanneer de eigen sloep omslaat.
- 1917
  - 20 april - De Vlaardingse trawler Vischjan loopt op een mijn, 11 doden.
  - 21 mei - Veenbranden in het Drentse Valthermond, 17 doden.
  - 4 juli - Scheepsramp met de Bestevaer voor de ingang van de Nieuwe Waterweg, 8 doden.
  - 5 juli - Aardappeloproer te Amsterdam, 9 doden en 114 gewonden.
  - 16 augustus - Zeilbootje op het Woudmansdiep onder Huizum slaat om, 5 van de 8 inzittenden verdrinken.[118]
  - 21 november - SCH 276 Zeearend zinkt, 12 vissers komen om.
- 1918 Ravage na de treinramp te Weesp op 13 september 1918.

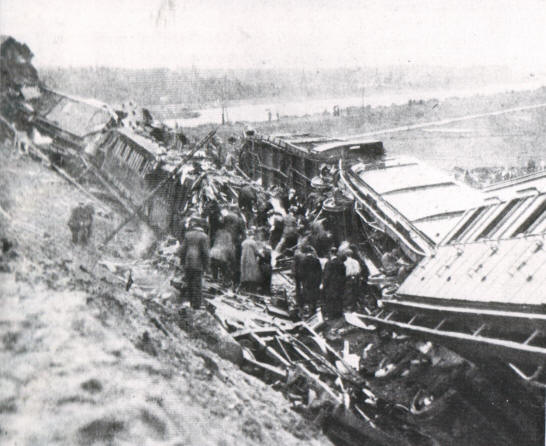
Ravage na de treinramp te Weesp op 13 september 1918.

  - 15 januari - Het vrachtschip SS Westpolder loopt op een zeemijn 60 zeemijl ten noordwesten van Hoek van Holland en zinkt hierna, 6 doden.
  - 12 februari - Vissersschip Julia (IJM 63) vergaat, vermoedelijk door een zeemijn, 7 doden.
  - 13 februari - De zeillogger Anna (IJM 253) loopt op een zeemijn, 7 doden.
  - 15 februari - Stoomloodsvaartuig 14 loopt in de Westerschelde op een mijn, waarbij 8 opvarenden omkomen. Gelijktijdig explodeert door dezelfde mijn ook de ARM 16, waarbij 3 vissers omkomen.
  - 2 mei - De Frans Naerebout loopt nabij Terschelling op een mijn en zinkt. 10 van de 19 bemanningsleden komen hierbij om het leven.
  - 22 juni - De KW 108 vergaat op de Noordzee tijdens het vissen als gevolg van een mijnexplosie, 6 doden.
  - 14 juli - SCH 442 Jeanne Engeline loopt op een mijn, 13 doden.
  - 20 augustus - Vertrek vanuit Rotterdam van de Martha met bestemming Helsinki. Sindsdien wordt het schip vermist. Slechts twee reddingssloepen zullen later aanspoelen, 10 doden.
  - 13 september - Treinramp bij Weesp, 41 doden en 42 gewonden. De grootste treinramp in de Nederlandse geschiedenis tot 1962.
  - 24 december - De IJM 416 vergaat tijdens een storm nabij de Terschellingerbank. Hierbij komen de 11 bemanningsleden om het leven.
- 1918-1919
  - Pandemie van Spaanse griep. In Nederland stierven binnen enkele maanden 27.000 mensen aan de Spaanse griep. De meesten in de maanden oktober (5.506), november (16.960) en december (5.321) van 1918. In de zomer van 1918 ging een eerste golf van Spaanse griep door Nederland, maar het aantal slachtoffers bleef toen beperkt.[119] In totaal zouden circa 48.000 mensen in Nederland bezwijken aan de griep.
- 1919
  - 15 maart - Het schip IJsselhaven loopt in de Noordzee op een mijn, 9 doden.
  - 18 maart - De IJM-290 Johanna, die op 14 oktober 1916 al betrokken was bij een scheepsramp, vergaat vermoedelijk doordat het op een zeemijn gelopen is. Van de achtkoppige bemanning is nooit meer iets vernomen.
  - 7 september - SCH 137 Geertruida loopt op een mijn, 18 doden.
  - 9 november - Het SS Zaan zinkt ten noorden van Terschelling na een mijnexplosie, 24 bemanningsleden en 2 passagiers komen om het leven.
  - 29 november - De KW 85 zinkt na een mijnexplosie op de Noordzee, 9 van de 14 bemanningsleden komen om het leven.

### 1920-1929
- 1920
  - 8 november - Het dak van een in aanbouw zijnde scheepsloods op de Wilton-werf in Schiedam stort in, 6 doden en 10 gewonden.[120]
- 1921
  - 11 juli - Met salmonella besmet ijs van een straatverkoper in Meppel, 6 doden (allen kinderen).[121][122]
  - 23 oktober - Loodsvaartuig Eems no. 2 vergaat bij storm nabij Delfzijl, 10 doden.
  - 24 oktober - De stoomreddingboot President van Heel uit Hoek van Holland vaart uit om de Franse Falaise hulp te kunnen bieden. Vlak voor de Maasvlakte kapseist de reddingboot door een zware grondzee, 6 doden.
- 1922
  - 11 maart - Veerramp op het Zwartewater bij Genemuiden, 11 doden.
  - 2 september - Het SS Zuiderdyk van de Holland-Amerika Lijn komt bij Zoutelande in aanvaring met het Britse SS Ezardian, 7 doden.
- 1923
  - 30 augustus - Baggermolen slaat om in de Zuiderzee bij Enkhuizen, 5 doden.[123]
  - 23 september - Luchtballonnen getroffen door bliksem boven Loosbroek, 5 doden en 1 zwaargewonde.
  - 8 december - Veerpontje met kerkgangers bij Hekendorp slaat om, 7 doden.[124]
- 1924
  - 20 januari - Sleepboot "Bato X" wordt op de Westerschelde ter hoogte van Bath overvaren door het Duitse ss Radbod, 5 doden.[125]
  - 18 juli - Ramp van Arnemuiden. Vier vissersschepen vergaan. 15 doden. Op de Zuiderzee vergaat een tjalk, 8 doden.
  - 27 augustus - Explosie in autobus Heino, 7 doden en 6 gewonden.[126]
- 1925
  - 5 maart - Koolmonoxidevergiftiging op een woonboot in Amsterdam, 6 doden.[127]
  - 8 maart - Bij een poging om tijdens een zware storm sleephulp te verlenen aan de gestrande 'Soerakarta' loopt de stoomsleepboot 'Schelde' op de pier van Hoek van Holland en vergaat. 8 opvarenden komen om het leven.[128]
  - 9 april - Aanvaring schepen op de Wielingen (ingang Westerschelde), 10 doden.
  - 10 augustus - Stormramp, vooral Borculo werd zwaar getroffen, 5 doden en 80 gewonden.[129]
  - 26 november - Loodsschoener vergaat nabij Terschelling, 13 doden. Ook de stalen zeillogger "Clara" (MA 29) uit Maassluis vergaat met man en muis in deze orkaan.[130]
  - 29 december - Autobus glijdt na het afrijden van de veerboot bij Tholen de sterke glooiing af, de Eendracht in, 7 doden.[131]
  - 31 december - Op oudejaarsmorgen breekt de dijk van de Maas bij Overasselt, waardoor het Land van Maas en Waal overstroomt. Tijdens deze Watersnood van 1926 worden door binnenstromend water en ijs 3.000 huizen beschadigd of verwoest.
- 1926
  - 11 mei - Instorting van mergelgroeve "Cannergroeve" in de Muizenberg nabij het Belgische Kanne; het ingestorte deel lag op Nederlands grondgebied, 6 doden en verscheidene gewonden.[132][133]
  - 10 oktober - Tijdens een zware storm vergaan vijf loggers nabij de Doggersbank, 63 opvarenden komen om het leven.[134]
- 1927
  - 1 juni - Windhoos trekt over Gelderland en Overijssel, onder meer Neede, Beltrum en Almelo worden zwaar getroffen, 8 doden.[135]
  - 18 juni - Blikseminslag op scheepswerf te Amsterdam, 5 doden en 6 gewonden.
  - 18 juli - Auto rijdt tegen boom en vervolgens kanaal in nabij Dieverbrug, 5 doden.[136]
  - 7 augustus - Bij een trambotsing van de Gooische Stoomtram bij Laren (NH) vallen 4 doden en 7 zwaargewonden.[137]
  - 27 november - SCH 276 Zeearend vergaat tijdens storm, 12 doden
- 1928
  - 13 juli - Explosie in Staatsmijn Hendrik te Brunssum, 13 doden.
  - 12 augustus - Vliegtuig raakt tribune tijdens vliegdemonstratie in Heerlerheide, 5 doden en meer dan 20 gewonden.[138][139][140]
  - 17 november - Zeer zware storm in Nederland, in totaal 58 doden.
- 1929
  - 16 januari - Ongeluk met reddingboot Prins der Nederlanden uit Hoek van Holland nabij Rockanje, 37 doden.
  - 24 juli - Explosie in aardappelmeelfabriek Wilkens te Veendam, 8 doden.
  - 9 september - Scheepsbrand op Britse tanker Vimeira te Rotterdam, 11 doden.
  - 20 december - Explosie in stoomketel Bontebrug te Groningen, 5 doden.

### 1930-1939
- 1931
  - 29 december - Cafébrand te Tilburg aan de Heuvel, 5 doden.[47]
- 1933
  - 19 april - Auto rijdt bij Oudenhoorn het Voorns Kanaal in, 5 doden.[141]
  - 1 augustus - Personenauto met hengelaars rijdt 's nachts het Noordhollandsch Kanaal bij Purmerend in, alle 7 inzittenden verdrinken.[142]
- 1934
  - 18 oktober - Stranding van de Britse Oakland op de Eierlandse gronden bij Texel. De 11 opvarenden komen om het leven.
  - 26 december - Auto rijdt het kanaal in bij Munsterscheveld, 7 doden.[143]
- 1935 Het ongeval met de Kwikstaart (1935)

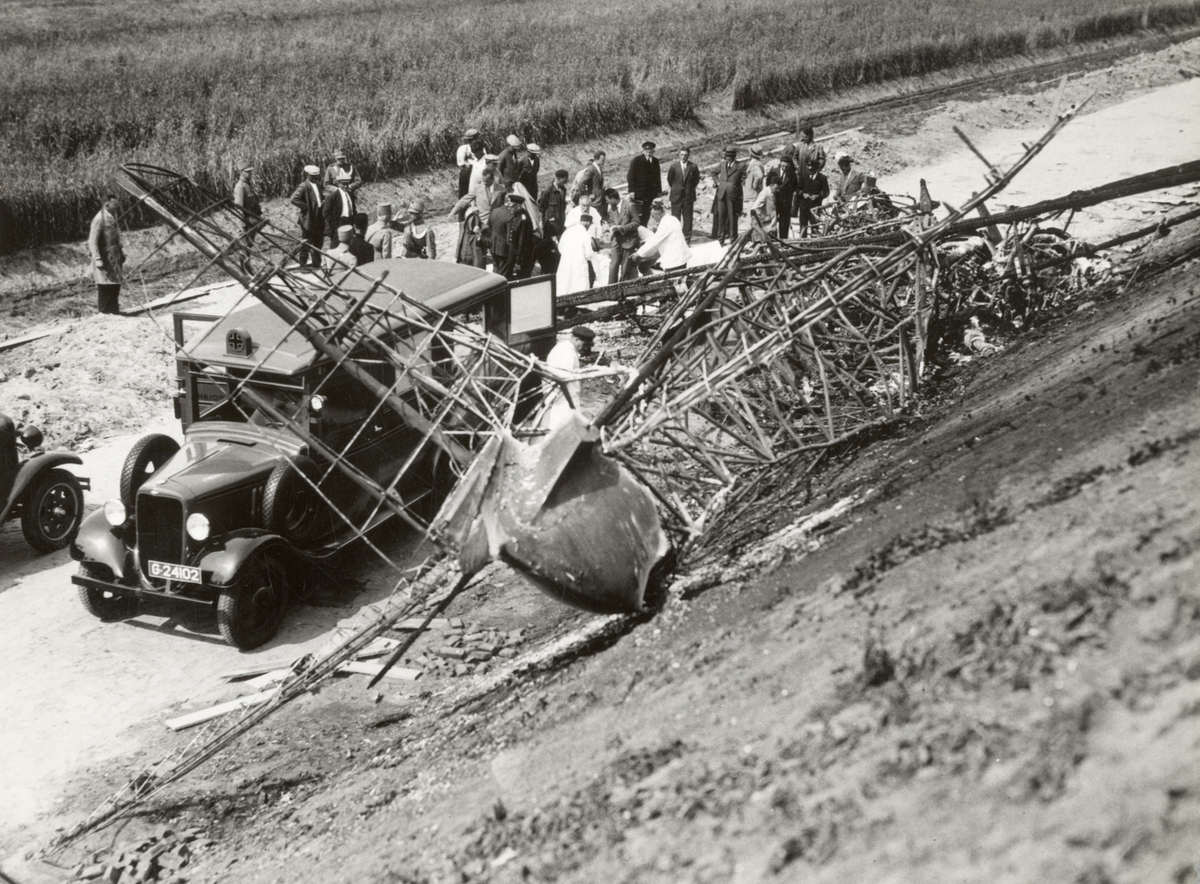
Het ongeval met de Kwikstaart (1935)

  - 31 maart - Auto komt in Sint-Michielsgestel in de Dommel terecht, alle 5 inzittenden verdrinken.[144]
  - 6-9 mei - Mazelenepidemie in Uden, 9 doden (allen kinderen).[145]
  - 14 juli - Fokker F.XXII Kwikstaart stort neer nabij Schiphol, 6 doden en 14 gewonden.
  - 25 september - Het Groningse vrachtschip "De Poolster" vergaat bij Rottumeroog in een storm, alle 5 opvarenden komen om.[146]
  - 7 december - Botsing tussen twee auto's bij Den Oever, 5 doden.[147]
- 1936
  - 8 februari - Brand Oudezijds Achterburgwal te Amsterdam, 8 doden.
  - 26 oktober - SCH 179 Cornelis Vrolijk zinkt, 12 vissers komen om.
  - 31 oktober - Explosie van Griekse tanker bij Wilton-Fijenoord te Schiedam, 17 doden.
- 1937
  - 15 maart - Auto rijdt in Zoelen van de brug af de Linge in, de 5 inzittenden verdrinken.[148]
  - 1 mei - Botsing tussen een Brits en 'Zuid-Slavisch' (Joegoslavisch) schip bij Vlissingen. Het Britse schip zinkt, 10 doden.
  - 18 mei - Auto te water in Alphen aan den Rijn, 6 doden.[149]
- 1938
  - 17 april - Auto rijdt in sloot in Capelle aan den IJssel, 5 doden.[150]
  - 11 mei - In aanbouw zijnde muur stort in op voetgangers te Rotterdam, 7 doden en 8 gewonden.
  - 14 november - Vliegtuig crasht te Sloten, 6 doden en 12 gewonden.
- 1939
  - 8 september - Mijnenveger Willem van Ewijck loopt op een mijn bij West-Terschelling, 30 doden en 15 gewonden.[151]
  - 13 september - Het Noorse vrachtschip Ronda loopt op minstens drie mijnen bij Terschelling. Van de 37 opvarenden komen er 17 om.[152]
  - 1 oktober - Mijnenveger annex -legger Hr. Ms. Jan van Gelder loopt in het Boomkensdiep nabij Terschelling op een zelf gelegde mijn, 6 doden.[153]
  - 20 december - Het Zweedse stoomschip Adolf Bratt zinkt bij Terschelling, 5 doden.

### 1940-1949
- 1940
  - 15 januari - In Oost-Groningen komen bij een ongeluk met springstoffen 5 Nederlandse militairen om het leven.[154]
  - 18 januari - Vergaan van het Zweedse stoomschip  Flandria door een zeemijn, westelijk van Vlieland, 17 doden.
  - 26 april - Het stoomschip Gloria en de Scheveningse trawler Willy lopen beide nabij Terschelling op een zeemijn en zinken. In totaal komen 17 opvarenden om het leven.
  - 11 mei - Bij een bombardement op de Blauwburgwal in Amsterdam vallen 44 doden.[155]
  - 14 mei - Bombardement op Rotterdam. Ongeveer 800 mensen vonden de dood en 80.000 Rotterdammers werden dakloos. Meer dan 24.000 woningen werden in de as gelegd, 32 kerken en 2 synagogen werden verwoest.
  - 14 mei - Kanonneerboot Johan Maurits van Nassau vergaat bij Callantsoog, 17 doden.[156]
  - 17 mei - Bombardement op Middelburg, 11 doden, grote schade aan de historische binnenstad.
  - 30 mei - Binnenvaartschip Rhenus 127 zinkt met Belgische krijgsgevangenen, 167 doden.
  - 27 juli - Door Britse bommenwerper in Lemmer afgeworpen blindganger ontploft alsnog, 8 doden.[157]
  - 29 juli - Treinongeval bij Beugen (nabij Boxmeer), 6 doden en 52 gewonden.[158]
  - 30 augustus - Bij het verplaatsen van een brugoverspanning van de brug bij Zaltbommel te Waardenburg valt het brugdeel op een schuit met arbeiders, 10 doden.[159]
  - 16 oktober - Bij Ranum komt een autobus onder de trein Winsum - Zoutkamp, 13 doden
  - 31 oktober - De Katwijkse logger KW 55 loopt op een mijn ter hoogte van Scheveningen, alle opvarenden komen om, 4 of 5 doden.[160]
- 1941
  - 23 februari - Bus raakt te water en botst op schip te Moordrecht, 11 doden en 10 gewonden.[161]
  - 24 maart - Gaslek in woning in Boskoop, 6 doden.[162]
  - 20 november - Bus raakt te water in een flauwe bocht van de IJssel in de buurtschap De Nesse bij Capelle aan den IJssel. 15 mensen, vooral kinderen, verdrinken.[163]
- 1942
  - 11 maart - De KW 26 loopt op een zeemijn en vergaat, 5 van de 7 bemanningsleden komen om het leven.
  - 5 oktober - Bombardement van Geleen. Geleen en omgeving worden gebombardeerd door 256 Britse bommenwerpers die eigenlijk Aken hadden moeten bombarderen. Er vallen ca. 100 doden, waarvan 84 in Geleen.[164]
  - 27 november - Treinramp bij Sliedrecht, 18 doden en 60 gewonden.[165]
  - 6 december - Sinterklaasbombardement te Eindhoven, 148 doden.[166]
- 1943
  - 20 januari - Op een parochiefeest te Maasbree vinden jongens een projectiel dat ontploft als ze dat op een stok willen zetten, 7 doden.[167]
  - 19 februari - Bombardement op marinewerf Willemsoord te Den Helder, 39 doden.[168]
  - 31 maart - Bombardement op Rotterdam-West, 401 doden.
  - 31 maart - Bombardement op Vliegbasis Eindhoven, ca. 130 doden.
  - 16 april - Bombardement door de RAF op spoorwegwerkplaats in Haarlem, maar meeste bommen komen in woonwijk terecht. 85 doden en minstens 40 zwaargewonden.[169]
  - 27 april - Een Halifax bommenwerper stort neer achter het Carlton Hotel te Amsterdam, 7 Britse en 3 Nederlandse doden. Duitse doden zijn niet bekendgemaakt.[170]
  - 17 juli - Bombardementen op Amsterdam-Noord, 158 doden en 119 zwaargewonden.
  - 10 oktober - Bombardement op Enschede, 151 doden en 104 zwaargewonden.
  - 27 oktober - Twee trams van de RTM botsen op elkaar in Spijkenisse, 8 doden en ca. 40 gewonden.[171]
  - 28 november - Vergiftiging na het eten van mirabellen uit blik van enige jaren oud in het missiehuis te Hees (Nijmegen), 9 paters sterven.[172][173][174]
- 1944
  - 5 februari - Amerikaanse bommenwerper stort neer nabij het Flaauwe Werk te Ouddorp, 10 doden.
  - 17 februari - In Lisse wordt een vrachtauto met cabine vol arbeiders na aanrijding met andere vrachtauto op spoorwegovergang door trein gegrepen, 9 doden, 4 zwaargewonden en vele lichtgewonden.[175]
  - 22 februari - Bombardement op Nijmegen, vermoedelijk meer dan 800 doden.
  - 26 juni - Explosie in kalkfabriek Van Dijk te Dordrecht, 13 doden.[176]
  - 11 september - Bombardement op Breskens, ongeveer 200 doden als gevolg van Operatie Switchback door RAF (Royal Air Force) ter verhindering terugtrekking Duitse troepen over Westerschelde.
  - 17 september - Bij het bombardement op Ede vielen er 69 doden. Het aantal gewonden was niet bekend, maar zeer groot. Door de bombardementen werden die dag 46 woningen totaal vernield, 165 zwaar beschadigd en liepen er 1.005 lichte schade op. En een kerk werd grotendeels verwoest.
  - 19 september - Bombardement op Eindhoven, daags na de bevrijding op 18 september. Er vielen 227 doden.
  - 2 oktober - Bombardement op Nijmegen tijdens de Duitse aanvallen op de Nijmeegse Waalbruggen, ca. 100 doden
  - 14 oktober - Bombardement op Zutphen, 92 doden en een aantal vermisten.
  - 20 oktober - Explosie bij IJzendijke. Bij een zware ontploffing op een boerderij bij het dorp IJzendijke (Zeeuws-Vlaanderen), vallen 47 doden en 37 gewonden onder Britse en Canadese militairen. De exacte oorzaak van de ramp is nooit achterhaald.
  - 27 oktober - V2 stort neer te Rijswijk, 14 doden.
  - 5 november - Stadhuisramp Heusden. Stadhuistoren te Heusden wordt opgeblazen, 134 doden.
  - 8 november - Militair schip loopt op mijn te Terneuzen, 19 doden.
  - 11 november - Te zwaar beladen veer over de Maas tussen Kessel en Beesel kapseist, 13 doden.[177]
  - 23 november - Explosie in Duits wapendepot in molen Onze Rika in Bennekom, waarschijnlijk veroorzaakt door een fout in het behandelen van landmijnen, minstens 73 doden.[178]
  - 4 december - Een V2 raket stort neer te Luttenberg, 19 doden.
  - 16 december - Een V1 stort neer te Eindhoven, stadsdeel Woensel in de Kruisstraat. 18 doden.
- 1945
  - 1 januari - Inslag van een V2 raket in de Haagse Indigostraat; 24 doden en 50 gewonden.
  - 8 januari - Kinderen in Neer spelen in de buurt van een mijn als deze ontploft, 7 doden, 4 zwaargewonden.[179]
  - 8-9 januari - De Groningen IV van de Groninger & Lemmer Stoomboot Maatschappij zinkt na een aanvaring met zusterschip Jan Nieveen op het IJsselmeer bij Urk, 13 doden.[180][181]
  - 20 januari - Amerikaans bombardement op Montfort, 186 doden.
  - 25 januari - Inslag van een V2 raket in de Haagse Riouwstraat; 10 doden en 41 gewonden.
  - 2 februari - Een V1 stort neer te Tilburg, 22 doden en 115 gewonden.
  - 3 maart - Bombardement op het Bezuidenhout in Den Haag. Ruim 550 mensen stierven, ruim 250 werden zwaargewond. Duizenden mensen werden dakloos.
  - 4 maart - Inslag van een V2 raket in de Haagse Vlietstraat; 12 doden en 9 gewonden.
  - 15 maart - Bombardement op Enkhuizen, 23 doden.
  - 22 maart - Bombardement op Nijverdal, 72 doden.
  - 23 maart - Inslag van een V2 raket aan de Scheveningse Westduinweg; 6 doden en 2 gewonden.
  - 24 maart - Bombardementen op Haaksbergen en Goor, waarbij respectievelijk 50 en 82 doden vallen.
  - 26 maart - Een V1 stort neer in Rijssen, 23 doden.
  - 5 april - Twee Amerikaanse vliegtuigen storten neer nabij de Kilhaven te Ouddorp. 15 doden en 3 gewonden.
  - 7 april - Enkele dagen na de bevrijding vinden 10 kinderen en 4 Canadese soldaten de dood als vier mijnen ontploffen bij de Walmolen in Doetinchem.[182]
  - 7 mei - Door een ontploffing in een munitieopslagplaats in het hoofdkwartier van de Binnenlandse Strijdkrachten in Wijhe vallen 19 doden en vele gewonden.[183]
  - 8 mei - Jongeren experimenteren met munitie bij bevrijdingsfeest in Oldenzaal, 10 doden en ca. 60 gewonden.[184][185]
  - 9 mei - Het binnenvaartschip Joanna, met aan boord Nederlandse dwangarbeiders, die net waren bevrijd op het eiland Wangerooge, loopt in het zicht van de haven van Delfzijl nabij Spijk op een mijn. 38[186] of 39[187] mensen komen om het leven.
  - 26 mei/1 juni - Springstof in de kelder van gemeentehuis van Dussen ontploft, mogelijk door een boobytrap, 5 doden (leden van de Binnenlandse Strijdkrachten.[188][189]
  - 19 juni - Door de Binnenlandse Strijdkrachten opgeslagen munitie in een dorsmachineloods bij Spijk (Groningen) ontploft, 9 doden.[190]
  - 30 juni - Boven Vliegveld Twente komen twee vliegtuigen van de Royal Air Force met elkaar in botsing, waarvan er een neerstort. Op de grond komen een moeder en zoon om, evenals de 3 Britse inzittenden.[191]
  - 23 juli - In Middelstum rijdt een auto in het Boterdiep. Alleen de chauffeur kan zich redden, 6 inzittenden komen om.[192][193]
  - 16 augustus - Tijdens de Vlootdagen aan de Rotterdamse Parkkade explodeert vuurwerk aan boord van de HMS Onslow, 5 doden en 100 gewonden onder de toeschouwers en een onbekend aantal slachtoffers onder de Britse matrozen.[194][195]
  - 10 september - Bij het demonteren ontploft een aangespoelde zeemijn langs de dijk bij het dorp Anjum, 8 doden (5 militairen en 3 burgers).[196]
  - 7 oktober - In het gehucht Spik bij Maasniel komen 9 jongens om als ze aan een tankmijn prutsen.[197]
  - 20 oktober - Op de weg tussen Bathmen en Holten rijdt een personenauto op een onverlicht langs de weg staande vrachtwagen, 5 doden.[198][199]
- 1946
  - 26 januari - Treinbotsing bij Ravenstein op de Maasbrug, 5 doden en 11 gewonden.
  - 14 februari - Bij een incident tijdens het ruimen van explosieven komen 6 mensen om bij Vliegbasis Eindhoven.[200]
  - 15 februari - Incident bij het ruimen van explosieven in Baarle-Nassau, 7 doden en 1 gewonde, allen Duits.[201]
  - 30 mei - De ARM-1 en de ARM-3 uit Arnemuiden lopen in het Veerse Gat op een mijn, 7 doden.
  - 10 juni - Bij Drachtstercompagnie wordt een vrachtauto met korfbalsupporters aangereden door tram van de NTM, 6 doden en 5 gewonden.
  - 16 juni - Stoomschip Meerkerk loopt op zeemijn, Westerschelde, 12 doden.
  - 26 juni - Bij het demonteren van een mijn in Velsen ontplofte deze, 6 doden.[202]
  - 6 juli - Explosie in staatsmijn Wilhelmina te Kerkrade, 8 doden.
  - 31 juli - Ontploffing in bunker met munitie in duingebied ten noorden van Bergen aan Zee, 5 doden en 3 gewonden.[203]
  - 2 augustus - Tramarbeiders in Amsterdam raken bedwelmd door een defecte benzinelamp, 5 doden.[204]
  - 2 september - Vrachtwagen komt in botsing met bus van de Gooische Tram tussen Muiden en Hakkelaarsbrug, 5 doden en 5 zwaargewonden.[205]
  - 4 oktober - In de mijn Laura te Eygelshoven stort een mijngang in. 6 arbeiders worden bedolven, waarvan er 5 om het leven komen.
  - 7 oktober - Een Fairey Firefly jachtvliegtuig van de Marine Luchtvaartdienst raakt - waarschijnlijk door een mislukte stunt - de toren van de Christelijke HBS aan de Jachtlaan in Apeldoorn. De brandstoftank scheurt los en komt terecht in de gymzaal. 22 leerlingen komen in de daaropvolgende vuurzee om het leven. Er zijn 6 (zwaar-)gewonden. Het vliegtuig crasht even verderop en de piloot komt om. Diens moeder is getuige en sterft aan een hartverlamming.[206][207]
  - 14 november - Op Schiphol verongelukt een Douglas DC-3, de PH-TBW van de KLM. Alle vijf bemanningsleden en 21 passagiers komen om het leven, onder wie auteur Herman de Man.
- 1947
  - 17 januari - Explosie in kruitfabriek te Muiden, 17 doden.
  - 24 maart - Mijnramp in Staatsmijn Hendrik, Brunssum, 13 doden.
  - 29 mei - Twee lesvliegtuigen komen met elkaar in botsing in de buurt van vliegveld Gilze-Rijen, alle 12 inzittenden komen om.[208]
  - 24 december - Explosie op het Noorse kolenschip Skoghaug, vlak bij de haveningang van IJmuiden. Van de 27 opvarenden overleeft er 1 het ongeluk.
- 1948
  - 8 juni - Explosie in de Diogenesbunker aan de Koningsweg te Schaarsbergen, 5 doden.[209]
  - 5 december - Woningbrand aan Assenstraat te Deventer, 6 doden uit verschillende gezinnen.[210]
- 1949
  - 21 januari - Explosie van springgelatine op een zogenaamde kantoorark op de ADM-werf te Amsterdam, 5 doden.[211]
  - 27 april - een Beechcraft-lesvliegtuig van de Rijksluchtvaartschool stort tijdens manoeuvres neer in de Haarlemmermeerpolder. De 5 inzittenden komen om.[212]
  - 25 oktober - Het Deense schip Ivar zinkt bij Terschelling, 5 bemanningsleden komen om bij een explosie.

### 1950-1959
- 1950
  - 2 februari - Een Dakota crasht in de Noordzee nabij het lichtschip Goeree, 6 Nederlanders en een Brit komen om het leven.
  - 12 februari - Scheepsramp op Noordzee met de Karhula, Den Helder, 11 doden en 18 gewonden.
  - 12 augustus - Een rangerende trein schampt een muur in Groningen die vervolgens 13 spelende kinderen bedelft, 6 doden en 7 gewonden.[213]
  - 20 november - Personenauto rijdt bij Harderwijk in flauwe bocht tegen tegemoetkomende vrachtwagen en slaat over de kop, 5 doden en 3 gewonden.[214]
  - 8 december - Personenauto met zes arbeiders slipt van brug en rijdt Linthorst Homankanaal in Beilen, 6 doden.[215]
- 1951
  - 9 februari - Brandweerauto rijdt water in wegens de walmende rook van een oliebrand in de Koningin Wilhelminahaven te Vlaardingen, 5 doden en 2 gewonden, allen brandweerlieden.[216]
  - 6 maart - In de Amsterdamse haven komen 6 Indonesische zeelieden op de "Tarakan" om door koolmonoxidevergiftiging, nadat zij een emmer gloeiende cokes tegen de kou naar hun hut hadden gebracht.[217]
- 1952
  - 11 april - Brand Klokkensteeg te Kampen, 8 doden.[218]
  - 10 december - Het cruiseschip Maasdam overvaart de Duitse tanker Ellen in de Nieuwe Waterweg ter hoogte van Vlaardingen, 6 bemanningsleden komen om.[219]
- 1953 Het vernielde Oude Tonge tijdens de Watersnoodramp van 1953

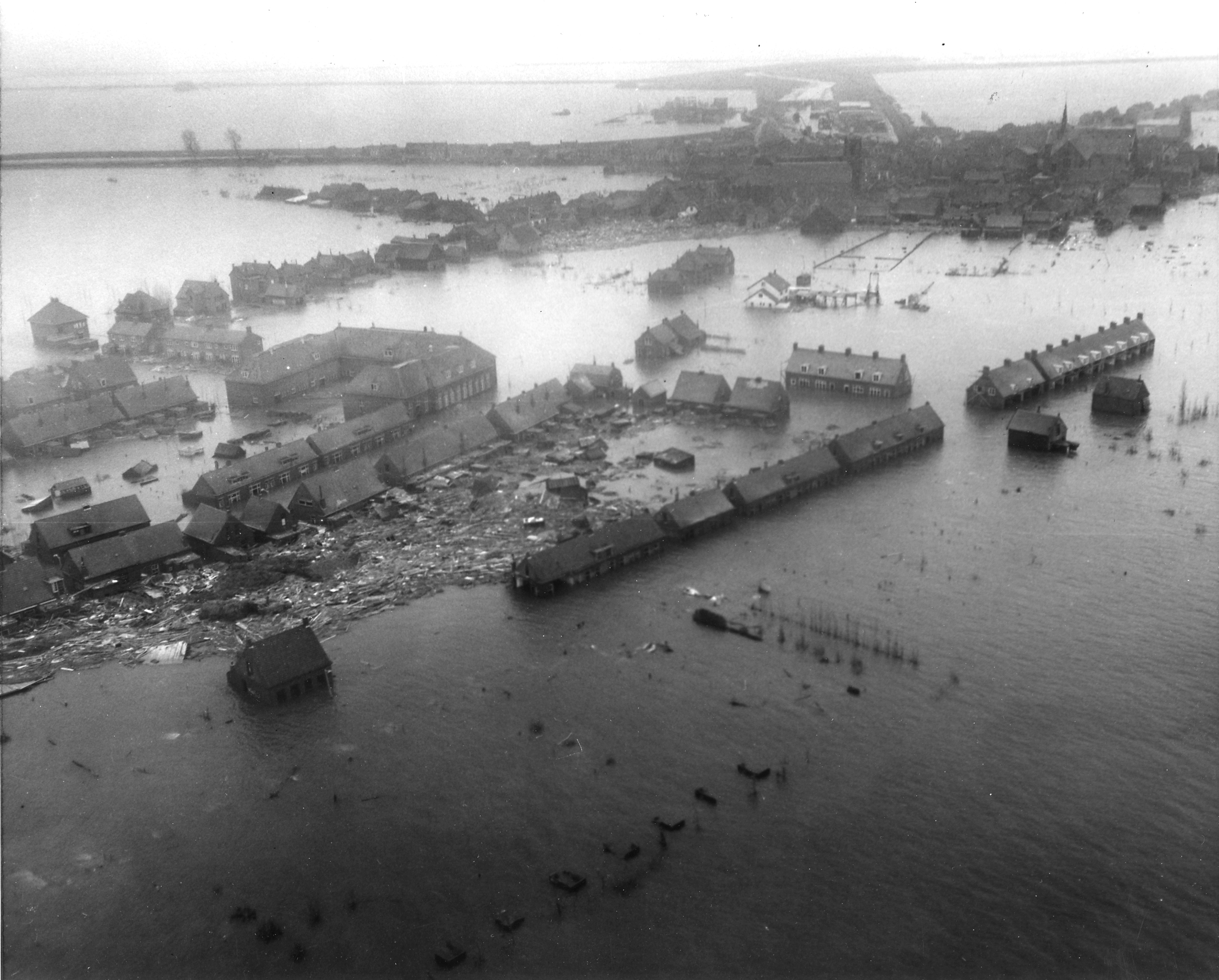
Het vernielde Oude Tonge tijdens de Watersnoodramp van 1953

  - 1 februari - Watersnood in Zeeland, delen van Zuid-Holland en Noord-Brabant, 1.836 doden, waarvan 865 in Zeeland, 677 in Zuid-Holland, 247 in Noord-Brabant en 6 in Noord-Holland (Texel). ca. 100.000 mensen verliezen hun huis en bezittingen.
  - 23 augustus - Vrachtwagen rijdt Overijssels Kanaal in bij Raalte, 5 doden, onder wie 4 kinderen.[220]
  - 6 december - Een foute inhaalmanoeuvre in de mist veroorzaakt een frontale botsing tussen twee personenauto's bij Hardinxveld, 5 doden en 4 gewonden.[221][222]
- 1954
  - 5 januari - De sleepboot Argus komt in aanvaring met een Duits vrachtschip op de Nieuwe Waterweg. Alle 6 opvarenden komen om het leven.
  - 9 februari - Gasslang raakt los in woonhuis in Arnhem, 5 doden door verstikking.[223][224]
  - 25 mei - Bus met bruiloftsgangers wordt op onbewaakte spoorwegovergang bij Zandbulten gegrepen door een trein, 6 doden en ca. 20 gewonden.[225][226]
  - 14 augustus - Op de rijksweg Nijmegen - Venlo schuift tussen Bergen en Afferden een personenwagen onder een langzaam rijdende vrachtwagen, 7 doden en 3 gewonden.[227]
  - 23 augustus - Vliegtuigcrash in zee nabij Bergen, 21 doden
  - 29 september - Autobusongeluk in Valkenburg, waarbij een Belgische toeristenbus met defecte remmen zich aan de voet van de Cauberg in de gevel van een restaurant boort, 19 doden, 7 zwaargewonden.
  - 8 oktober - 2 vissersschepen vergaan in zware storm: De Urker UK 174 Hendrika en de Helderse HD 8 De Jonge Jochem met ieder 5 opvarenden. Ook de schipper van de UK 60 en de bootsman van de Rijnstroom komen om het leven in de storm.
  - 13 oktober - Treinongeval bij Elst, 6 doden en 11 gewonden.
  - 22 december - Het Belgische stoomschip Henri Deweert uit Oostende vergaat nabij Texel, 19 doden
- 1955
  - 17 maart - Vijf doden door gasverstikking in Vianen.[228]
  - 31 december - Bij het storten van een vloer in een granuleertoren van de ureumfabriek op het Stikstofbindingsbedrijf (S.B.B.) in Geleen bezweek de bekisting en vielen 11 arbeiders 35 meter naar beneden, 9 doden en 2 zwaar gewonden.
- 1956
  - 10 januari - De Noorse kustvaarder Sirabuen wordt in dichte mist voor de kust van Den Helder overvaren door het Braziliaanse schip Loide Venezuela, 7 van de 8 opvarenden verdrinken.[229]
  - 12 november - Overvolle als taxi gebruikte huurauto geeft geen voorrang aan militaire truck bij Volkel, 6 doden en 2 gewonden.[230]
- 1957
  - 4 mei - Autobus rijdt te pletter tegen muur van viaduct in Zwijndrecht. Van de 14 inzittenden komen er 6 om het leven. Er zijn 5 zwaargewonden.
  - 12 augustus - Treinongeval bij Woensel, 7 doden en 19 gewonden.
  - 14 november - Vliegramp in Bussum op de Kolonel Palmkazerne, 6 doden.
- 1958
  - 7 januari - De coaster Capella vergaat noordelijk van Terschelling, 9 doden.[231]
  - 3 maart - In de Staatsmijn Maurits breekt een pijler waardoor gesteente naar beneden komt, 7 mijnwerkers komen hierbij om het leven.
  - 25 oktober - Door mechanisch defect onbestuurbaar geraakte vrachtwagen raakt een personenauto op de tegenoverliggende rijbaan op de rijksweg bij Delft, 5 doden en 1 gewonde.[232]
- 1959
  - 28 februari - Vijf mensen komen om in Tilburg door een losgeschoten gasslang.[233]
  - 19 april - Een man en zijn vijf neefjes komen in Wamel om als de auto waar ze in zitten op zijn kop in het water belandt, na op een kruising geen voorrang te hebben gekregen van een andere personenauto.[234]
  - 11 december - Woningbrand te Handel, 5 doden.[235]

### 1960-1969
- 1960
  - 20 januari - De coaster Bermuda uit Delfzijl, op weg van King's Lynn naar Wijnegem (Antwerpen) kapseist en zinkt tijdens zware weersomstandigheden bij Hoek van Holland, 5 doden.[236]
  - 16 april - Brand in woonhuis in Hoorn, 8 doden.[237]
  - 21 november - F-84F straaljager crasht op boerderij in Lutjelollum, 7 doden.[238]
  - 21 november - Treinongeval bij Woerden, 2 doden en 10 gewonden.
- 1961
  - 5 april - Gaslek op tanker Mathieson, Rotterdam. Het ontsnappende koolzuurgas verdringt de zuurstof in de machinekamer, 7 doden en 30 gewonden.
  - 4 juni - Een spookrijder botst frontaal op twee tegenliggers op Rijksweg 16 ter hoogte van Tweede Tol, 6 doden en 3 zwaargewonden.[239]
  - 4 augustus - Personenauto slipt en rijdt in op tegenligger op de rijksweg Zwolle - Meppel bij Staphorst, 6 doden.[240][241]
  - 17 september - Personenwagen schiet door middenberm van de Rijksweg 12 bij Utrecht, 5 doden en 2 zwaargewonden.[242]
- 1962
  - 8 januari - Treinramp bij Harmelen, 93 doden en 52 gewonden. Grootste treinramp uit de Nederlandse geschiedenis.
  - 6 november - Woningbrand in Boxtel. Behalve 6 gezinsleden kwam ook een buurman om het leven bij een reddingspoging.[243]
  - 16 december - Het Duitse stoomschip Nautilus komt nabij Texel in problemen. 23 opvarenden verdrinken, slechts één opvarende overleefde de ramp.[244]
  - 25 december - Niet goed bediende geiser in Waalwijk, 6 doden.[245]
- 1963
  - 30 januari - Ramp met de Zweedse tanker Thuntank VII. Dit schip kapseist met 11 opvarenden aan boord boven de Waddeneilanden.
  - 23 februari - Vijf mannen verdrinken in de Nieuwe Maas, toen de boot van de Rijkshavendienst waarop zij zich bevonden, na een aanvaring met een tanker kapseisde en zonk.[246]
  - 25 februari - Scheepsbrand na aanvaring op de tanker Miraflores in het Nauw van Bath op de Westerschelde, 7 doden.
  - 4 november - Op de N34 bij Borger botst een vrachtwagen tijdens een inhaalmanoeuvre in mistige omstandigheden op een autobusje met kweekschoolleerlingen, 8 doden, 2 gewonden.[247]
- 1964
  - 29 mei - Busje wordt bij inhaalmanoeuvre geplet tussen twee vrachtwagens bij Weert, 6 doden.[248]
  - 31 augustus - Treinongeval bij Westervoort. Trein 767 uit Hagen rijdt door onveilig sein 304 en botste frontaal op trein 7763, 6 doden en 36 gewonden.
  - 27 september - Busje rijdt tegen een vrachtwagen en brandt uit op de Steekterweg in Alphen aan den Rijn, 9 doden en 1 gewonde.[249]
- 1965
  - 15 juni - Scheepsbrand op Ronastar, Rotterdam-Botlek, 16 doden.[250]
  - 28 juli - Personenauto botst frontaal op vrachtwagen op de rijksweg tussen Delden en Goor, 5 doden.[251]
  - 8 augustus - Personenauto komt in Hardenberg in de Lutterhoofdwijk terecht, 5 doden.[252]
  - 24 augustus - Personenauto rijdt op Rijksweg 12 bij Renswoude door de middenberm en botst frontaal op een andere personenauto, 7 doden.[253]
  - 9 december - Tijdens storm vergaat het binnenvaartschip Elisabeth op het IJsselmeer, 5 doden.
- 1966
  - 26 januari - De UK-58 (Ex Mare Gratia) vergaat met vijf opvarenden in de Noordzee ten noordwesten van Terschelling. Het wrak wordt in 2024 teruggevonden.[254]
  - 6 februari - Woningbrand in de Bethaniëndwarsstraat in Amsterdam, 6 doden en 2 gewonden.[255]
  - 25 maart - Busje raakt te water in Weert, 5 doden.[256]
  - 5 mei - Frontale botsing tussen personenauto en vrachtwagen in de Maastunnel, 5 doden.[257]
  - 20 september - Gecompliceerd ongeval bij Berlicum langs de Zuid-Willemsvaart tussen twee vrachtwagens, een busje en vier fietsers, 5 doden en 4 gewonden.[258]
  - 8 december - SCH 225 Willem Senior kapseist en zinkt, 6 vissers komen om.
- 1967 Windhoos van Tricht (1967).

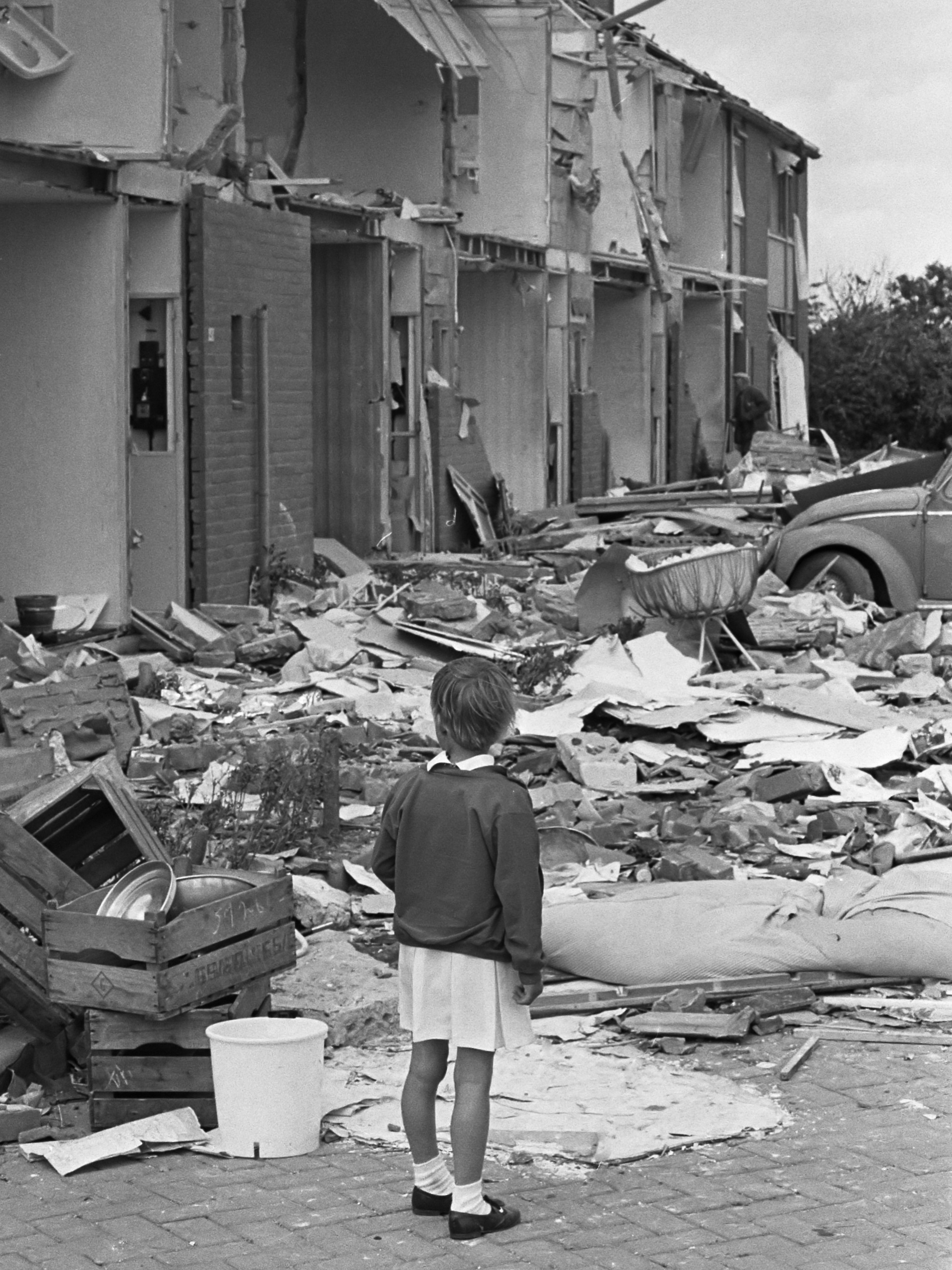
Windhoos van Tricht (1967).

  - 23 februari - De boomkorkotter Maartje (UK 223) uit Urk wordt op de Noordzee overvallen door een hevige storm en vergaat, 5 doden.[259]
  - 12 juni - Ontploffing munitieschip met afgekeurde granaten, gelegen in Kernhaven (industrieterrein Lage Weide) te Utrecht, 2 doden, 142 gewonden (33 opgenomen in ziekenhuis), vele tientallen lichtgewonden.
  - 25 juni - Tornado te Chaam en Tricht, 7 doden, waarvan 2 in Chaam en 5 in Tricht.
  - 13 augustus - Personenauto schiet door middenberm op Rijksweg 27 bij Meerkerk en botst op tegenligger, 5 doden[260]
  - 28 november - Woningbrand in Aartswoud, 6 doden.
- 1968
  - 21 januari - opslagtank ontploft met grote brand bij Shell Pernis, 2 doden, 9 zwaar- en 76 licht gewonden.[261]
  - 23 januari - Het vissersschip Jonge Albert (UK 91) vergaat tijdens een storm op de Noordzee, 5 doden.
  - 21 februari - Botsing van twee Zweedse schepen in de ingang van de Westerschelde, 8 doden.
  - 2 maart - Frontale aanrijding tussen twee personenauto's op de Rijksweg Zierikzee - Zeelandbrug, 6 doden en 2 zwaargewonden.[262][263]
  - 26 maart - Aanrijding busje met vrachtwagen op de Moerdijkbrug, 6 doden.[264]
  - 28 juni - Vrachtwagen raakt op E9 bij Weert stuurloos door klapband en verplettert personenwagen, 5 doden en 4 gewonden.[noot 1][265]
  - 12 juli - Zware explosie op tanker Agua Clara in Wilhelminahaven, Schiedam, 6 doden en 7 gewonden.
  - 22 juli - Vrachtwagen rijdt door middenberm op Rijksweg 12 tussen Bunnik en Driebergen en botst op twee personenauto's, 5 doden en 4 zwaargewonden.[266]
  - 12 december - Explosie in olietanker Diane, Amsterdam, 13 doden.[267]
  - 22 december - Bestuurder personenauto verliest macht over het stuur en wordt aangereden door tegenligger op de weg Enschede - Haaksbergen, 5 doden en 1 gewonde.[268][269]
- 1969
  - 9 februari - Op een overweg in de spoorlijn Woerden-Gouda bij Hogebrug (Hekendorp) komt een busje met twee gezinnen in botsing met twee treinen, 7 doden.[270]
  - 12 april - Op het IJsselmeer vergaat de Noordzeekotter UK-204. De 5 opvarenden verdrinken.[271]
  - 10 september - Frontale botsing tussen busje en vrachtwagen die uitweek voor een naderende file op de Waalbrug bij Zaltbommel, 5 doden en 2 gewonden.[272]
  - 2 oktober - Frontale botsing tussen twee personenauto's bij Emmeloord, 5 doden.[273]
  - 1 december - Personenwagen schuift onder slippende aanhangwagen bij Heerlen, 5 doden.[274]

### 1970-1979
- 1970
  - 12 januari - Brand in bejaardenhuis Kraaijbeek, Driebergen, 7 doden.
  - 23 februari - Twee scheepsrampen boven Terschelling kosten in totaal 10 levens. Een Noors vrachtschip en een viskotter uit Katwijk zinken bij stormweer, bij beide komen 5 opvarenden om het leven.
  - 26 april - Frontale botsing tussen twee personenauto's op Rijksweg 20 bij Naaldwijk, 6 doden.[275]
  - 11 juni - Legertruck kantelt op de Van Weerden Poelmanweg tussen Soestduinen en Soesterberg na in de berm beland te zijn, 6 doden en 5 gewonden.[276][277]
  - 21 juni - Botsing door foutieve inhaalmanoeuvre waarbij drie auto's waren betrokken op de rijksweg Leiden-Bodegraven ter hoogte van Hazerswoude, 7 doden en 2 gewonden.[278]
  - 18 juli - Busje wordt gegrepen door posttrein bij Nunspeet, 5 doden en een zwaargewonde.[279]
  - 6 augustus - Frontale botsing tussen personenauto en vrachtwagen bij de Wouwse Tol, Wouw. De snelweg ging over in een tweebaansweg maar bestuurster van de personenauto had dit te laat door, 7 doden.
  - 20 september - Frontale botsing door mislukte inhaalmanoeuvre tussen twee personenauto's bij Wernhout, waarbij een auto onmiddellijk in brand vliegt, 6 doden en 2 gewonden.[280]
  - 9 oktober - Twee grote kettingbotsingen op twee tegenoverliggende rijbanen op rijksweg 4 nabij Schiphol, 7 doden en ca. 50 gewonden.[281][282]
  - 24 oktober - Brand in psychiatrische inrichting Groot Bronswijk, Wagenborgen, 16 doden.
  - 12 november - Personenauto wordt tussen tankwagen en legertruck verpletterd door verkeerde inhaalmanoeuvre bij wegwerkzaamheden op de Rijksweg E9 bij Maarheeze, 5 doden en 1 zwaargewonde.[283][284]
  - 18 november - De Texelse viskotter TX-26 vergaat met vijf opvarenden tijdens een storm in de Noordzee. Het wrak wordt in 2024 gevonden.[285]
  - 5 december - Brand in pension voor gastarbeiders, Amsterdam, 9 doden.[286]
  - 18 december - Verkeersongeval op de rijksweg Leeuwarden - Harlingen bij Marssum, waarbij een personenauto bij een inhaalmanoeuvre frontaal op een tankauto botst, die weer een andere personenauto schept, 5 doden.[287]
- 1971
  - 25 januari - Auto negeert rode licht op een overweg in Deurne, 6 doden.[288]
  - 2 februari - Brand in verpleeginrichting Mariënkamp, Rolde, 13 doden.
  - 11 februari - Scheepsbrand in logementsschip van de Marine Jan Elshout bij de RDM, Rotterdam, 8 doden en 11 gewonden.
  - maart - Uitbraak van kinderverlamming in Staphorst, waarbij 37 personen, voornamelijk kinderen, werden besmet. Vijf kinderen sterven, een deel van de andere besmette personen raakte verlamd.[289]
  - 21 mei - Frontale botsing tussen een personenauto en een vrachtwagen op de weg Kesteren - Veenendaal te Rhenen, 5 doden.[290]
  - 30 mei - Treinongeval bij Duivendrecht. Trein 862 rijdt voorbij een rood sein en botst achter op de stilstaande trein 296, 5 doden en 33 gewonden.
  - 21 juli - Frontale botsing tussen busje en personenauto bij Biddinghuizen, 5 doden en 4 gewonden.[291][292]
  - 23 juli - Twee auto's die naast elkaar rijden bij een wegversmalling raken elkaar, vermoedelijk door een klapband van een van hen, op de rijksweg Bergen op Zoom - Vlissingen bij Nieuwland, 6 doden en 2 gewonden.[293]
  - 10 augustus - Explosie op chemische fabriek Marbon, Amsterdam, 9 doden en 22 gewonden.
  - 28 september - Brand in Hotel 't Silveren Seepaerd, Eindhoven, 11 doden.
  - 18 oktober - Frontale botsing tussen vrachtwagen en inhalende personenauto op de rijksweg Bodegraven - Alphen aan den Rijn bij Bodegraven, 6 doden.[294]
- 1972
  - 7 februari - Frontale botsing tussen een busje en een tankwagen bij Oosterhout (Noord-Brabant), 7 doden en 3 gewonden.[295]
  - 18 maart - Frontale botsing tussen twee personenauto's op de Wilgenhoekweg tussen Serooskerke en Middelburg, 6 doden.[296]
  - 16 april - Op de weg Soest - Soesterberg vindt een frontale botsing tussen twee personenauto's plaats, waarna beide brandstoftanks exploderen, 5 doden en 3 zwaargewonden.[297]
  - 11 augustus - Camping Duinoord op Ameland getroffen door een windhoos, 3 doden en 400 gewonden.
  - 25 augustus - Verkeersramp bij Prinsenbeek op de A16, 13 doden en 26 gewonden.
  - 8 oktober - Twee personenauto's botsen op het kruispunt Dorpsstraat - Communicatieweg in Assendelft, 5 doden en 2 ernstig gewonden.[298]
  - 13 november - Zeer zware storm zorgt voor veel schade en 9 doden.[299]
  - 10 december - Frontale botsing tussen twee personenauto's op de provinciale weg bij Ruinerwold, 5 doden en 7 zwaargewonden.[300]
- 1973
  - 24 januari - Brand in restaurant Kota Radja te Bergen op Zoom, 5 doden.
  - 6 maart - Auto belandt op andere weghelft op Leidsestraatweg in Den Haag en botst op tegenligger, 5 doden.[301]
  - 2 april - De storm van 2 april 1973 was een zware storm die over Holland en Noord-Nederland trok, 3 doden.
  - 13 mei - Een personenauto die dwars op de weg Tilburg - Dongen kwam te staan wordt aangereden door een tegemoetkomende auto die op een boom botst, 5 doden en 2 zwaargewonden.[302][303]
  - 29 mei - Botsing tussen schoolbus en vrachtwagen nabij Gorssel, 8 doden, 7 daarvan kinderen.[304][305]
  - 19 juli - Verkeersongeval te Nieuwleusen, 5 doden.[306]
- 1974
  - 16 maart - Frontale botsing tussen twee personenauto's op de provinciale weg Meppel - Eursinge bij Ruinerwold, 5 doden.[307]
  - 16 juni - Frontale botsing tussen twee personenauto's op Rijksweg 16 bij Dordrecht als een van hen de bebakening van wegwerkzaamheden over het hoofd ziet, 5 doden.[308]
- 1975
  - 12 februari - Vijf Turkse mannen vinden in Hoogeveen de dood door zuurstofgebrek, na het stoken van een vuur in hun auto.[309]
  - 11 april - Auto wordt door trein gegrepen op particuliere overweg in Hoogland, 5 doden.[310]
  - 5 oktober - Woningbrand in Dordrecht, 5 doden.[311]
  - 7 november - Explosie bij Naftakraker DSM, Geleen, 14 doden en 109 mensen raakten gewond.
- 1976
  - 2 januari - Zeer zware storm trekt over Nederland en België, in Nederland 2 doden.
  - 3 januari - Tijdens een zware storm vergaat de Oost-Duitse coaster Capella op 18 mijl ten noordwesten van de vuurtoren van Ameland. 11 doden.[312]
  - 12 februari - Een personenauto raakt op Rijksweg 43 (A7) tussen Kortehemmen en Drachten door gladheid in de slip en komt vervolgens dwars op de dan nog enkelbaans weg te staan. Een aankomende vrachtwagen uit tegengestelde richting kan de personenwagen niet meer ontwijken, 6 doden.[313]
  - 15 maart - Op 15 mijl westelijk van Den Helder vergaat de UK-63, waarbij 5 opvarenden om het leven komen
  - 4 mei - Bij Schiedam vindt een treinramp plaats, er vallen 24 doden en meer dan 15 gewonden.
  - 20 juli - Frontale botsing op de provinciale weg Lutten - Slagharen bij Hardenberg, 6 doden en 8 gewonden.[314]
  - 15 oktober - De West-Duitse coaster Antje Oltmann vergaat westelijk van Hoek van Holland, 5 doden.
  - 27 oktober - Treinramp bij Goes, 7 doden en 7 gewonden.
  - 30 oktober - Personenauto raakt te water bij de Mauritskade in Amsterdam, 6 doden.[315]
- 1977 Hotel Polen na de brand op 9 mei 1977.

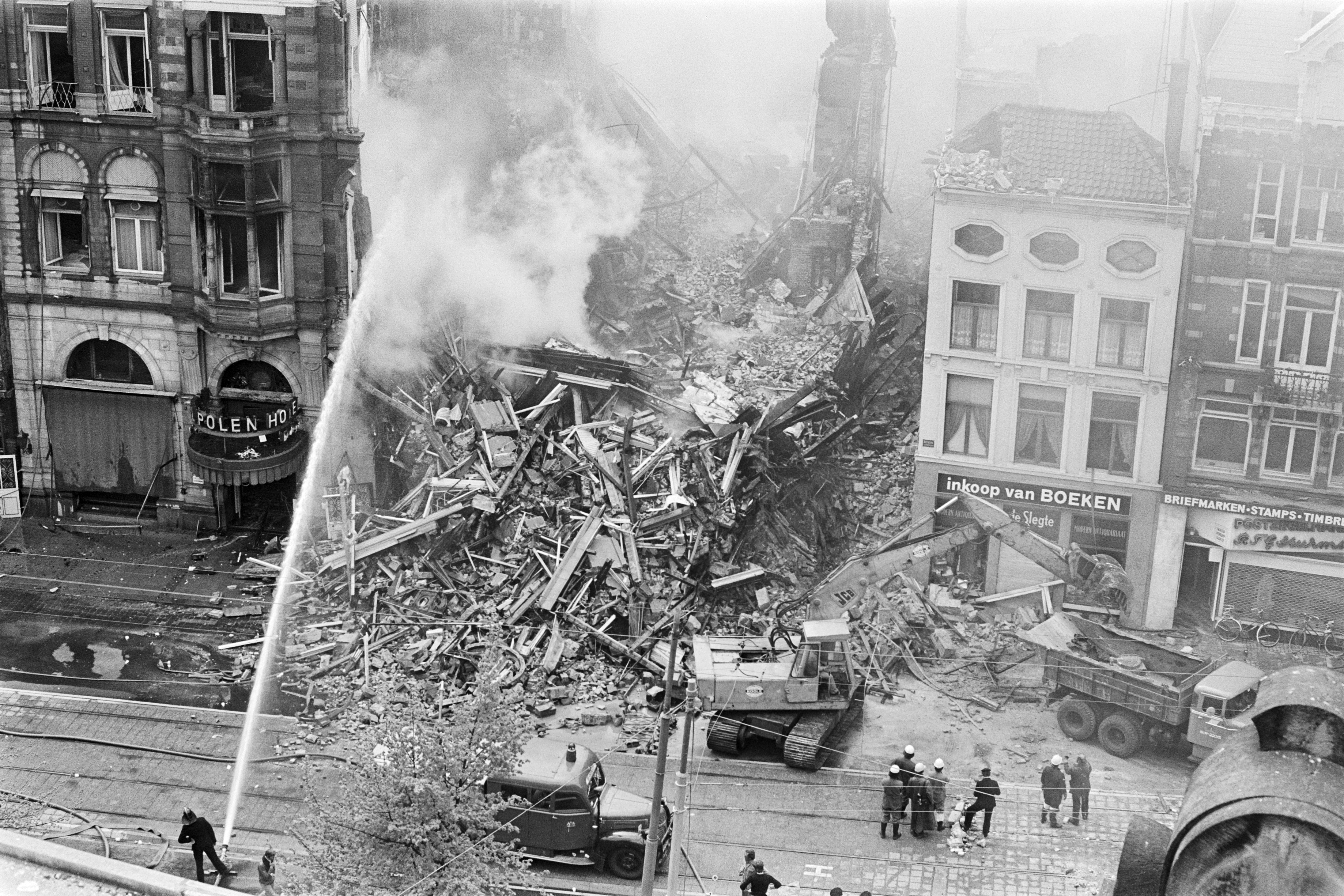
Hotel Polen na de brand op 9 mei 1977.

  - 5 april - Frontale botsing tussen twee personenauto's op de E-10 bij Wieringerwerf, 8 doden en een zwaargewonde.[316]
  - 9 mei - Brand Hotel Polen, Amsterdam, 33 doden en 57 gewonden. De dodelijkste brand in Nederland sinds de Tweede Wereldoorlog.
  - 10 oktober - Personenauto wordt aangereden door trein op onbeveiligde overweg in IJsselmuiden, 6 doden.[317]
  - 12 oktober - Frontale botsing op de weg Hoorn - Enkhuizen, waarbij drie auto's betrokken waren, 5 doden en 2 zwaargewonden.[318]
  - 25 december - Scheepsramp op de Westerschelde bij Borssele. Van de Belgische tanker Laguna komen 5 van de 8 opvarenden om na een aanvaring.[319]
- 1978
  - 11 augustus - Verkeersongeval in de Velsertunnel, doordat vrachtwagen reservewiel verloor, 5 doden en 2 zwaargewonden.[320]
  - 23 september - Twee personenauto's botsen op de Middenpeelweg nabij America op elkaar door de inhaalmanoeuvre van een derde, 5 doden en 2 zwaargewonden.[321]
- 1979
  - 23 februari - Brand in bejaardenpension Riadko in de Duivelsbruglaan te Breda, 7 doden.[322]
  - 14 april - Personenauto rijdt tegen damwand in Zwammerdam, 5 doden.[323]
  - 28 augustus - Treinramp bij Nijmegen, 8 doden en 37 gewonden.
  - 30 september - Brand op een tjalk in de haven van Volendam, 5 doden en 5 gewonden.
  - 22 november - Steenstorter Noordzee slaat om, Den Helder, 6 doden.
  - 15 december - Personenauto rijdt de Witte Wijk in bij Appelscha, 5 doden.[324]

### 1980-1989
- 1980
  - 2 januari - Woningbrand aan Oleanderstraat, Rotterdam, 11 doden.
  - 25 juli - Treinramp bij Winsum, 9 doden en 21 gewonden.
  - 5 oktober - Veerboot overvaren door tanker bij Zwijndrecht,[325] 7 doden.
- 1981
  - 24 juni - Gasexplosie op de Agios Ioannis in het Calandkanaal te Rotterdam door laswerkzaamheden, 6 doden en 3 gewonden.
  - 13 september - Frontale botsing tussen drie personenauto's bij Raalte, 5 doden, 1 zwaargewonde.[326]
  - 6 oktober - Vliegtuigongeval Moerdijk, 17 doden.
- 1982
  - 30 mei - Woningbrand in Haarlem, 5 doden, 2 gewonden.
  - 13 juli - Brand in zwakzinnigeninrichting Dennendal in Den Dolder, 6 kinderen komen om.
  - 27 december - Frontale botsing tussen twee personenauto's op Rijksweg 43 tussen Peize en Roderwolde, 5 doden en 2 zwaargewonden.[327]
- 1983
  - 1 februari - Tijdens een zware storm vergaat een Deens schip nabij Den Helder, 8 opvarenden verdrinken.
  - 18 juli - Explosie landmijn AP-23 tijdens oefening, 't Harde, 7 doden.
  - 16 december - Brandstichting in gok- en sekscentrum Casa Rosso, Amsterdam, 13 doden en 16 gewonden.
  - december - Dysenterie-epidemie door het eten van met shigella besmette garnalen, 14 doden.[328]
- 1984
  - 11 april - Kettingbotsingen tijdens dichte mist op A4 te Leiderdorp, 7 doden en 25 gewonden.[329]
  - 5 juli - Ongeval met twee vrachtwagens en twee personenauto's op de N50 bij Woeste Hoeve, 5 doden en 4 gewonden.[330]
- 1985
  - 9 april - Frontale botsing tussen twee personenauto's op de weg Venlo - Nijmegen bij Malden, 5 doden en 2 zwaargewonden.[331]
- 1986
  - 22 juli - Busje dat verstandelijk gehandicapten vervoert wordt op overweg in Brummen geramd door trein, 6 doden en 2 gewonden.[332][333]
- 1987
  - 27 november - Frontale botsing op Rijksweg 37 bij Dalen tussen twee personenauto's, 5 doden.[334]
- 1988
  - 7 april - Frontale botsing tussen vrachtwagen en personenauto op de Rijksstraatweg in Wassenaar, 5 doden.[335]
- 1989
  - 19 februari - Het Deense vissersschip E-11 Nanne Gosberg uit Esbjerg wordt overvaren door een Britse tanker in de Eurogeul. Daarbij verdrinken alle 5 opvarenden.
  - 17 oktober - Explosie bij Paktank van tank 823 met 213 ton Acrylonitril, 3 doden, 2 zwaar gewonden en 1 licht gewonde.[336]
  - 18 oktober - Auto rijdt in op andere auto achteraan file op de A73 bij Beuningen waarbij de laatste in brand vliegt, 6 doden en 1 gewonde.[337]
  - 19 november - Woningbrand in Landgraaf (Nieuwenhagen), 5 doden en 1 gewonde.[338]
  - 23 november - Woningbrand in de Grasstraat in Rotterdam, 5 doden.[339]

### 1990-1999
- 1990
  - 25 januari - Zeer zware zuidwesterstorm met windstoten tot orkaankracht, 17 doden.
  - 30 januari - Woningbrand te Tiel, 6 doden, onder wie 5 kinderen.[340][341]
  - 6 november - Verkeersramp bij Breda op de A16, 8 doden en 27 gewonden.
- 1991
  - 7 januari - Personenauto rijdt in op andere personenauto op de A4 in de Haarlemmermeer, 6 doden en een zwaargewonde.[342]
  - 14 februari - Vuurwerkramp in Culemborg: explosie vuurwerkdepot in Culemborg, waardoor twee mensen van MS Vuurwerk omkwamen, 20 mensen gewond raakten en er materiële schade was tot in de wijde omgeving.
  - 5 juli - Een vrachtwagen rijdt op de A2 bij Maarssen een auto aan terwijl die wordt aangeduwd op de vluchtstrook, 5 doden en 2 gewonden.[343]
  - 13 december - Explosie en brand in opslagtank van benzoëzuur bij DSM Chemicals te Rotterdam, 7 doden.
- 1992 Bijlmerramp vanuit de lucht gezien (1992)

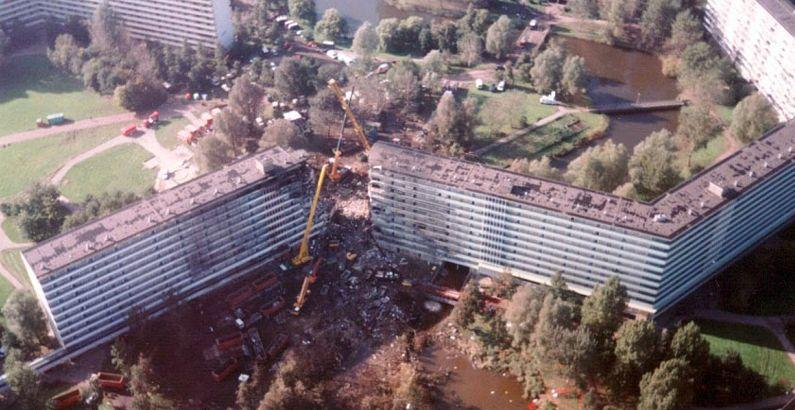
Bijlmerramp vanuit de lucht gezien (1992)

  - 19 mei - Belgische touringcar rijdt tegen vrachtwagen met pech op de vluchtstrook van de A58 bij Breda, 7 doden, 7 zwaargewonden en tientallen lichtgewonden.[344]
  - 16 september - Brand in Pension de Vogel, Den Haag, 11 doden en 15 gewonden.
  - 30 september - Frontale aanrijding bij Wezep tussen twee personenauto's bij wegwerkzaamheden op de A28, 7 doden.[345]
  - 4 oktober - Bijlmerramp. Een vrachtvliegtuig vliegt in twee flats in de wijk Bijlmermeer in Amsterdam, 43 doden en 26 gewonden.
  - 30 november - Treinongeval bij Hoofddorp, ontsporing, 5 doden en 33 gewonden.
- 1994
  - 3 april - Frontale botsing tussen twee personenauto's in Heesch, 5 doden.[346] (zie ook Porsche-arrest)
  - 4 april - KLM Cityhopper-vlucht 433 stort neer naast de Kaagbaan van Schiphol. Drie doden, onder wie de gezagvoerder, en 21 gewonden.
  - 26 april - Frontale botsing tussen personenauto en vrachtwagen in Roosteren, 5 doden en een zwaargewonde.[347]
  - 1 oktober - Vrachtwagen rijdt in op file op A67 nabij Venlo, 6 doden en 12 gewonden.[348]
  - 8 november - Ramp met de Urker viskotter Larissa (FD 141), 6 doden.
  - 26 december - Auto belandt bij Monnickendam door ijzel in de Purmerringvaart, 6 doden.[349]
- 1995
  - 24 juni - Frontale botsing tussen twee personenauto's op Rijksweg 36 tussen Vriezenveen en Westerhaar, 5 doden en een zwaargewonde.[350]
  - 2 juli - Botsing tussen twee personenauto's in Nijmegen, 6 doden.[351]
- 1996
  - 15 juli - Herculesramp, Vliegbasis Eindhoven, 34 doden en 7 gewonden.
  - 25 september - Dakotaramp, Waddenzee bij Den Helder, 32 doden.
- 1997
  - 24 januari - Spookrijder botst frontaal op personenauto op de A1 ter hoogte van Stroe, 6 doden.[352][353]
- 1999
  - 28 februari - Legionellaramp Westfriese Flora, Bovenkarspel, 32 doden.
  - 21 juli - Frontale botsing tussen personenauto en vrachtwagen op de N31 tussen Harlingen en Zurich, 5 doden.[354]

## 21e eeuw

### 2000-2009
- 2000
  - 20 februari - Woningbrand in Groesbeek, 6 doden uit twee gezinnen.[355]
  - 13 mei - Explosie in vuurwerkopslagplaats van S.E. Fireworks, Enschede, 23 doden en ca. 950 gewonden. Grote verwoestingen in en rond de wijk Roombeek, circa 200 woningen werden verwoest.
  - 16 juni - Personenauto met caravan rijdt in Klarenbeek door rood op beveiligde overweg en wordt door trein aangereden, 5 doden.[356]
- 2001
  - 1 januari - Cafébrand Volendam tijdens oud en nieuw, 14 doden en 180 gewonden.
- 2002
  - 7 december - Personenauto raakt even buiten Enumatil boom in flauwe bocht en belandt in de sloot, 5 doden.[357]
- 2003
  - 14 augustus - Personenauto botst op vrachtwagen in Veghel, 6 doden.
  - 28 september - Instorten van steiger in de ketel van de Amercentrale, 5 doden.
- 2004
  - 17 oktober - Op de A35 bij Almelo stort een personenauto van een talud en vliegt in brand, 5 doden.[358]
- 2005
  - 27 oktober - Brand in cellencomplex, Schiphol, 11 doden.
- 2009
  - 25 februari - Crash van Turkish Airlines-vlucht 1951 nabij Schiphol, 9 doden en 86 gewonden.

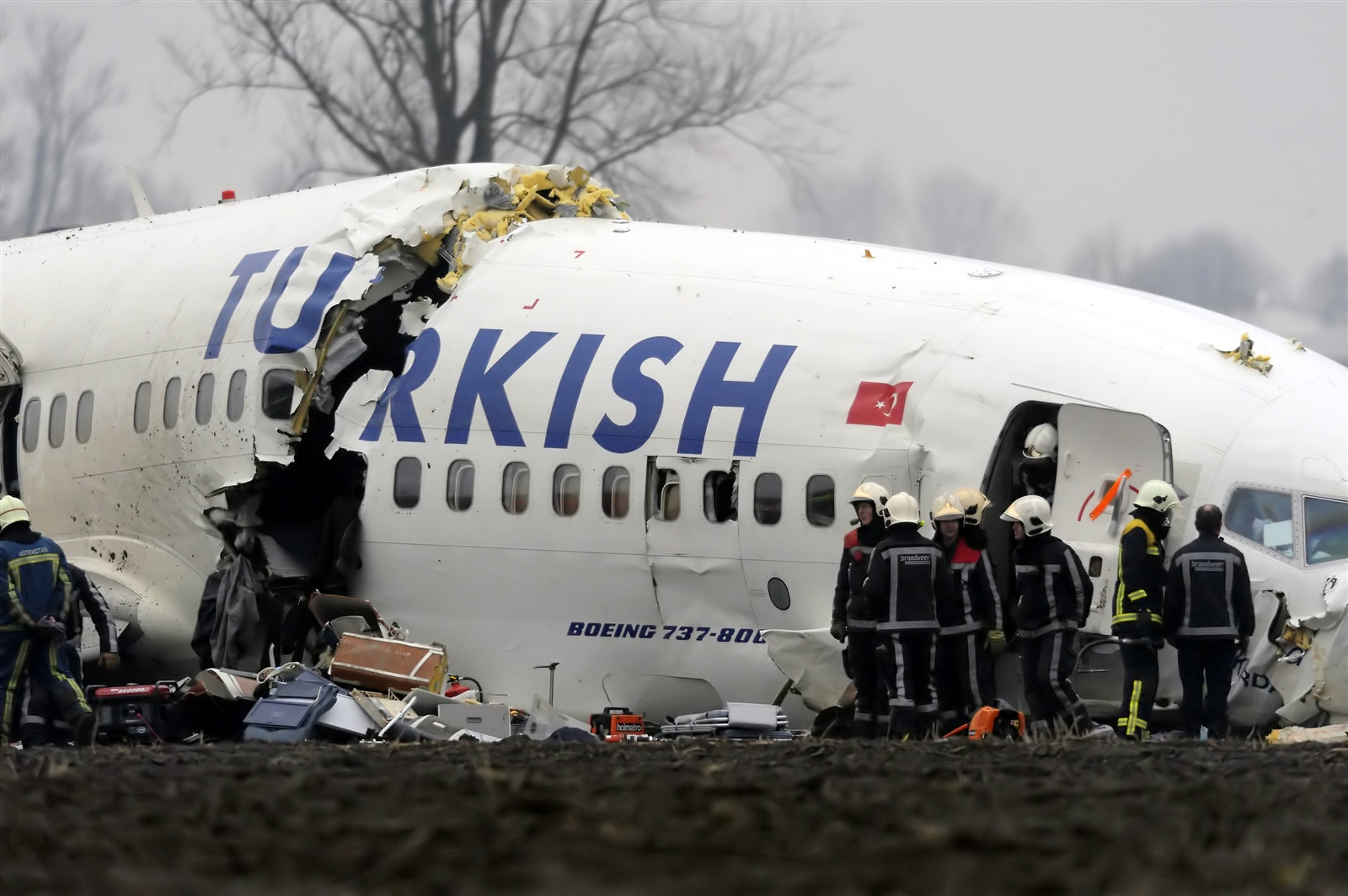
Crash van het Turkish Airlines-toestel (2009)

- - 30 april - Op 30 april 2009 eindigde Koninginnedag in Apeldoorn in een drama. Een automobilist reed dwars door het publiek en doodde 7 toeschouwers.

### 2010-2019
- 2012
  - 5 februari - Twee auto's belanden op de A35 bij Bornerbroek door een botsing na een invoegfout van een van hen in het water, 6 doden.[359]
  - 5 december - Aanvaring tussen de Baltic Ace en de Corvus J op circa 65 kilometer uit de kust bij Ouddorp waarop de Baltic Ace snel zinkt. 11 doden, van wie twee nog altijd vermist zijn, 13 opvarenden worden uit zee gered.[360]
- 2014
  - 28 september - Tijdens het AutoMotorSportief in Haaksbergen rijdt een monstertruck het publiek in. Daarbij vallen ten minste drie doden en 15 gewonden.
- 2018
  - 19 maart - Frontale botsing tussen personenbusje en vrachtwagen op de N270 tussen Helmond en Deurne, 5 doden en 4 zwaargewonden.[361]

### 2020-heden
- 2020
  - Sinds 27 februari - Coronacrisis in Nederland: De eerste besmetting met COVID-19 in Nederland wordt vastgesteld bij een inwoner van Loon op Zand. Op 11 maart 2020 verklaart de Wereldgezondheidsorganisatie dat er sprake is van een pandemie. In Nederland raken miljoenen mensen besmet en sterven er tienduizenden. Tot en met september 2023 overleden net iets meer dan 50 duizend mensen aan COVID-19.[362]
  - 11 mei - Vijf surfers verdrinken voor de kust van Scheveningen, vermoedelijk door een combinatie van harde wind en schuimvorming.[363]

- 2021
  - juli - Watersnoodramp in Limburg, Duitsland, en België. De Nederlandse regering heeft de watersnoodramp officieel tot een ramp verklaard in juli. In Duitsland en België samen vallen meer dan 200 doden, in Nederland 0.[364]

- 2022
  - 27 augustus - Een vrachtwagen rijdt in op een buurtfeest in de buurtschap Zuidzijde bij Nieuw-Beijerland, 7 doden en 7 gewonden.[365]

- 2023
  - 26 juli - Op de Noordzee, dertig kilometer ten noorden van Ameland, woedt een zware brand op het vrachtschip Fremantle Highway met aan boord zo'n 3000 auto's. Eén bemanningslid is verongelukt en de overige 22 hebben ademhalingsproblemen en brandwonden. Sommigen hebben ook botbreuken omdat ze van het 30 meter hoge schip afsprongen om zich te redden.[366]
- 2024
  - 7 december - Er vallen 6 doden en 4 gewonden bij een explosie in Den Haag aan de Tarwekamp.